# Thonon-les-Bains
Pour les articles homonymes, voir Thonon (homonymie).
Thonon-les-Bains (/tɔnɔ̃lebɛ̃/) est une commune française située dans le département de la Haute-Savoie (dont elle est une sous-préfecture), en région Auvergne-Rhône-Alpes.
Située dans la région historique du Chablais et plus précisément du Chablais haut-savoyard (ou français), au bord du Léman, la commune fait également partie de l'agglomération urbaine du Grand Genève. Selon la population municipale de référence en 2025, basée sur les données de 2022, c’est la deuxième commune la plus peuplée du département avec 37 689 habitants, après Annecy (131 272 habitants) et devant Annemasse (37 595 habitants).
Ses habitants sont appelés les Thononais et les Thononaises.

## Géographie

### Localisation
La ville de Thonon-les-Bains est située à 431 mètres d’altitude, sur la rive sud du Léman, à l’extrême nord du massif du Chablais, dans le quart nord-ouest des Alpes.
Le territoire communal s’étend sur une superficie de 16,21 km2 et borde le Léman sur une distance d'environ 6,5 kilomètres.
À l’échelle nationale et internationale Thonon-les-Bains est située : 
- à 59 kilomètres d'Annecy, préfecture de la Haute-Savoie, à 183 kilomètres de Lyon, préfecture de la région Auvergne-Rhône-Alpes, à 176 kilomètres de Grenoble, à 573 kilomètres de Paris, à 493 kilomètres de Marseille pour la France ;
- à 35 kilomètres, à l’est de Genève, à quatorze kilomètres à l’aplomb sud de Morges et à 23 kilomètres à l'aplomb sud de Lausanne pour la Suisse en traversant le Léman.

| Rolle ( Suisse) Léman | Morges ( Suisse) Léman | Lausanne ( Suisse) Léman |
| Anthy-sur-Léman       | Thonon-les-Bains       | Publier                  |
| Allinges              | Armoy                  | Marin                    |

### Description

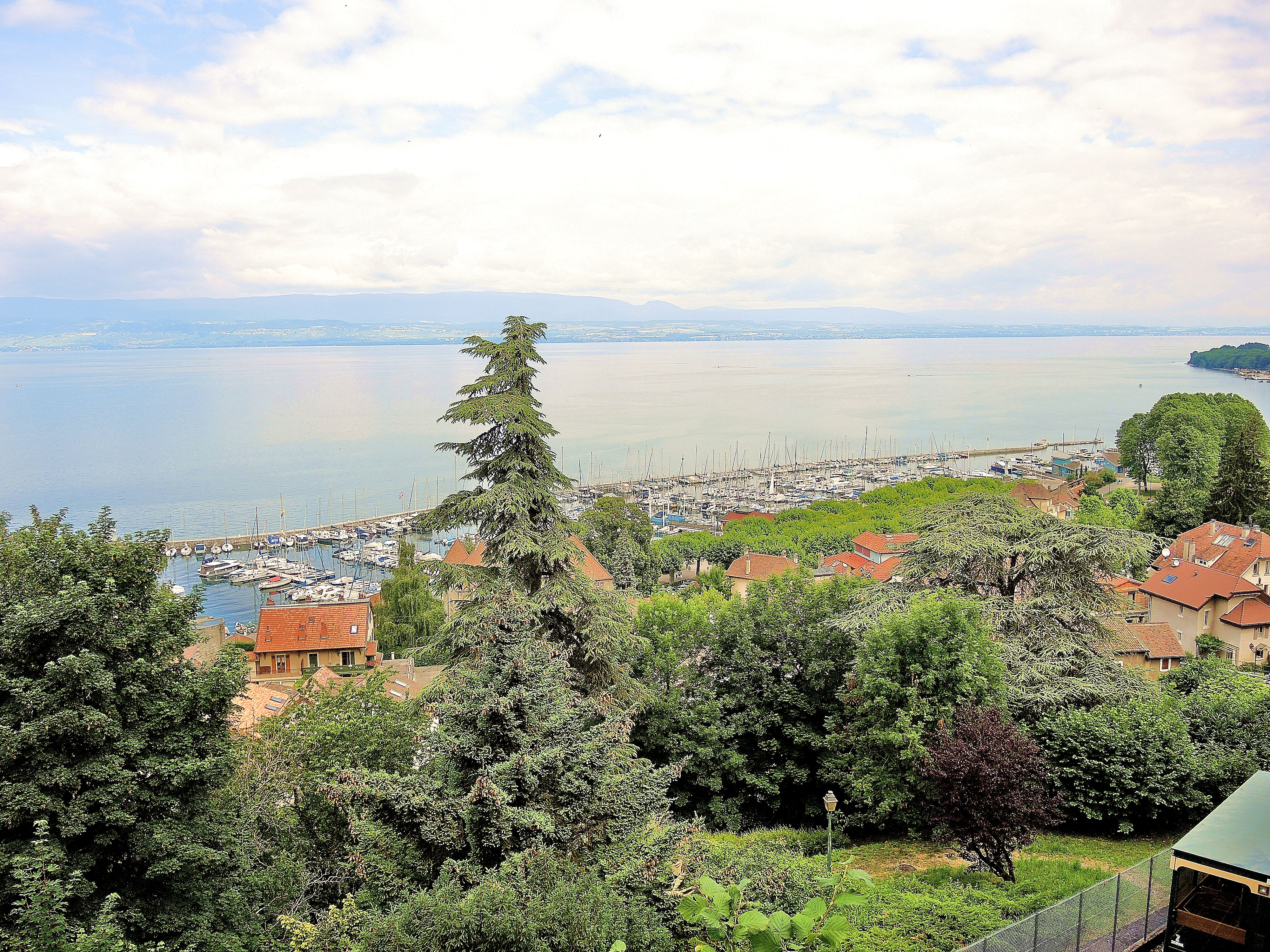
Port et ville basse de Thonon-les-Bains.

Capitale historique de la petite province savoyarde du Chablais, la ville de Thonon se divise en deux parties bien distinctes : 
La ville haute avec ses belvédères situé près du musée du Chablais et le terminus du Funiculaire avec un centre-ville sillonné par des rues devenues essentiellement piétonnes avec ses petites maisons et des bâtiments de faible ou de moyenne hauteurs et où l'on trouve de nombreux lieux historiques, notamment des bâtiments religieux et la ville basse, au bord du Léman et dont le port de Rives est le point central avec son vieux village de pêcheurs.
La partie de l'agglomération dont les limites sont fixées par la rocade de contournement présente un ensemble architectural assez hétéroclite, composé essentiellement de villas de taille modeste, de quelques rares maisons rurales, ainsi que d'immeubles à la dimension et à la hauteur plus ou moins variées.

### Hydrographie

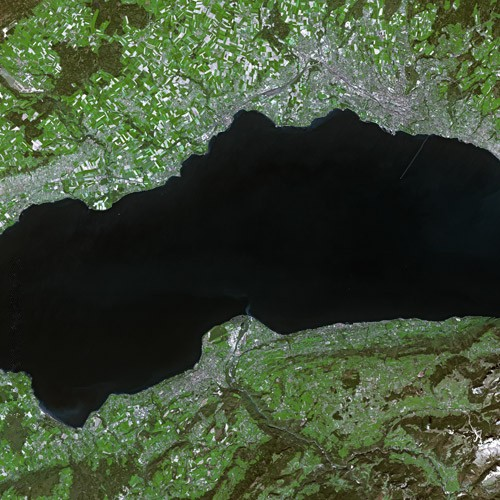
Thonon et le Léman depuis l'espace.

Le territoire communal est bordé par deux cours d'eau : 
- la Dranse, rivière française qui s'écoule à la limite orientale du territoire communal, en formant un delta, intégré dans la réserve naturelle du delta de la Dranse, sur une surface de 53 hectares, avant de se jeter dans le Léman. Elle est par conséquent, un affluent du Rhône ;
- le Pamphiot, modeste cours d'eau s'écoulant à la limite occidentale du territoire communal ; il sépare notamment Thonon et Anthy et prend sa source sur le territoire de la commune d'Orcier.

La commune est également bordée au nord par le Léman, le plus grand lac alpin et subalpin d'Europe centrale et d'Europe de l'Ouest. Le Léman est traversé d'est en ouest par le Rhône, fleuve franco-suisse qui, avec 75 % des apports, constitue le principal affluent du lac.

### Géologie et relief
Au nord du territoire thononais, s'étend la partie du léman dénommée « Grand lac ». Selon les recherches scientifiques les plus récentes, le creusement de la cuvette du Léman serait lié aux avancées du glacier du Rhône, à l'occasion de grandes phases de glaciation. En effet, le glacier du Rhône recouvrait la région de l'actuelle Vevey d'environ un kilomètre de glace et la région genevoise d'environ 700 mètres.
Au sud du territoire thononais, la colline des Allinges se situe sur le front de la nappe du Gurnigel dénommé aujourdh'hui sous le vocable de « Complexe Voirons-Wägital ». Les matériaux de cette nappe sont dits de type « ultrabriançonnaise ».

### Climat
Le climat y est de type montagnard en raison de la présence du massif alpin.
| Températures (sous abri, moyennes) - source : météo-sciez.com |                     |                  |                          |                   |                          |
| Année                                                         | Température moyenne | T. la plus haute | T. moyenne la plus haute | T. la plus basse  | T. moyenne la plus basse |
| 2014                                                          | 10,9 °C             | 32,1 °C le 18.07 | 22,6 °C le 10.06         | −4,4 °C le 25.01  | −2,6 °C le 29.12         |
| 2013                                                          | 10,7 °C             | 33,0 °C le 27.07 | 24,5 °C le 03.08         | −7,8 °C le 26.02  | −3,4 °C le 26.02         |
| 2012                                                          | 10,4 °C             | 33,3 °C le 27.07 | 25,4 °C le 29.06         | −10,9 °C le 07.02 | −9,0 °C le 07.02         |
| 2011                                                          | 11 °C               | 33,8 °C le 28.06 | 24,3 °C le 19.08         | −7,2 °C le 23.01  | −3,2 °C le 24.01         |
| 2010                                                          | 9,9 °C              | 33,5 °C le 09.07 | 25,8 °C le 14.07         | −9,9 °C le 16.02  | −5,0 °C le 04.12         |
| Sources : Météo-Sciez                                         |                     |                  |                          |                   |                          |

| Températures (sous abri, moyennes) °C                       |      |     |      |      |      |      |      |      |      |     |     |            |
| J                                                           | F    | M   | A    | M    | J    | J    | A    | S    | O    | N   | D   | Année      |
| 2,4                                                         | 1,3  | 4,4 | 10,1 | 12,0 | 17,1 | 21,8 | 20,5 | 16,8 | 13,1 | 6,5 | 2,8 | 2013b      |
| 3,1                                                         | -2,2 | 7,1 | 9,6  | 14,2 | 18,4 | 19,3 | 19,7 | 14,8 | 10,8 | 6,9 | 3,1 | 2012c      |
| 2,3                                                         | 2,4  | 6,4 | 12,3 | 15,7 | 17,5 | 17,6 | 19,6 | 16,8 | 10,6 | 6,2 | 4,4 | 2011c      |
| 0,0                                                         | 1,9  | 5,1 | 10,3 | 12,9 | 17,5 | 21,5 | 18,3 | 14,0 | 9,9  | 6,0 | 0,4 | 2010c      |
| 2,5                                                         | 1,2  | 8   | 10,5 | 15,4 | 23,4 | 22,1 | 24,2 | 16,4 | 9,3  | 6,5 | 4   | 2003a      |
| 1,5                                                         | 5,9  | 8,1 | 9,4  | 14,3 | 16,6 | 18,3 | 21,3 | 17,3 | 11,5 | 6,9 | 4,4 | 1997b      |
| 1,9                                                         | 3,0  | 6,1 | 9,3  | 13,7 | 17,1 | 19,8 | 19,3 | 16,2 | 11,3 | 6,2 | 3,2 | 1951-1997b |
| Sources : a : Météo.éducation ; b : Cipel ; c : Météo-Sciez |      |     |      |      |      |      |      |      |      |     |     |            |

| Précipitations (hauteur moyenne en mm)    |      |      |        |       |      |       |      |       |       |       |       |            |
| J                                         | F    | M    | A      | M     | J    | J     | A    | S     | O     | N     | D     | Année      |
| 64,5                                      | 65,0 | 97,5 | 126,00 | 145,5 | 74,0 | 111,0 | 48,0 | 105,5 | 195,5 | 121,5 | 125,0 | 2013b      |
| 60,5                                      | 8,5  | 15,5 | 67,5   | 46,5  | 48,5 | 39    | 91,5 | 73    | 149,5 | 63,5  | 30    | 2003a      |
| 53                                        | 40   | 17   | 49,5   | 138,5 | 237  | 101   | 88,5 | 68,5  | 47    | 72,5  | 99,5  | 1997b      |
| 63,1                                      | 57,8 | 63,1 | 66,1   | 91    | 104  | 73,3  | 98,8 | 93,3  | 81,9  | 82,5  | 71    | 1951-1997b |
| Sources : a : Météo.éducation ; b : Cipel |      |      |        |       |      |       |      |       |       |       |       |            |

| Insolation (en heures)                    |       |       |       |       |       |       |       |       |       |      |      |            |
| J                                         | F     | M     | A     | M     | J     | J     | A     | S     | O     | N    | D    | Année      |
| 57,9                                      | 88,9  | 105,1 | 174,2 | 172,8 | 264,7 | 321,3 | 276,1 | 193,4 | 98,3  | 47,6 | 57,9 | 2013b      |
| 46                                        | 102,3 | 251,3 | 250,9 | 268,8 | 389,6 | 354,1 | 326,9 | 251,9 | 108,9 | 78,1 | 78,9 | 2003a      |
| 2,4                                       | 91,2  | 189,9 | 258   | 239,2 | 184,9 | 217,9 | 243,3 | 195,1 | 101   | 57,9 | 39,7 | 1997b      |
| 42,6                                      | 81    | 151,1 | 192,6 | 222,5 | 237,7 | 269   | 235,3 | 178   | 111   | 54,4 | 37,9 | 1954-1997b |
| Sources : a : Météo.éducation ; b : Cipel |       |       |       |       |       |       |       |       |       |      |      |            |

| Jours de gelée (nombre de jours)          |    |   |   |   |   |   |   |   |   |   |    |       |
| J                                         | F  | M | A | M | J | J | A | S | O | N | D  | Année |
| 14                                        | 22 | 1 | 1 | 0 | 0 | 0 | 0 | 0 | 1 | 0 | 11 | 2003a |
| Sources : a : Météo.éducation ; b : Cipel |    |   |   |   |   |   |   |   |   |   |    |       |

## Urbanisme

### Typologie
Au 1er janvier 2024, Thonon-les-Bains est catégorisée centre urbain intermédiaire, selon la nouvelle grille communale de densité à sept niveaux définie par l'Insee en 2022.
Elle appartient à l'unité urbaine de Thonon-les-Bains, une agglomération intra-départementale regroupant treize  communes, dont elle est ville-centre,,. Par ailleurs la commune fait partie de l'aire d'attraction de Thonon-les-Bains, dont elle est la commune-centre,. Cette aire, qui regroupe 18 communes, est catégorisée dans les aires de 50 000 à moins de 200 000 habitants,.
La commune, bordée par un plan d’eau intérieur d’une superficie supérieure à 1 000 hectares, le Léman, est également une commune littorale au sens de la loi du 3 janvier 1986, dite loi littoral. Des dispositions spécifiques d’urbanisme s’y appliquent dès lors afin de préserver les espaces naturels, les sites, les paysages et l’équilibre écologique du littoral, tel le principe d'inconstructibilité, en dehors des espaces urbanisés, sur la bande littorale des 100 mètres, ou plus si le plan local d’urbanisme le prévoit.

### Occupation des sols
L'occupation des sols de la commune, telle qu'elle ressort de la base de données européenne d’occupation biophysique des sols Corine Land Cover (CLC), est marquée par l'importance des territoires artificialisés (70,5 % en 2018), en augmentation par rapport à 1990 (64,9 %). La répartition détaillée en 2018 est la suivante : 
zones urbanisées (58,3 %), forêts (13,1 %), zones agricoles hétérogènes (8,6 %), zones industrielles ou commerciales et réseaux de communication (8,5 %), prairies (4 %), espaces verts artificialisés, non agricoles (3,7 %), terres arables (2,6 %), eaux continentales (1,2 %).
L'IGN met par ailleurs à disposition un outil en ligne permettant de comparer l’évolution dans le temps de l’occupation des sols de la commune (ou de territoires à des échelles différentes). Plusieurs époques sont accessibles sous forme de cartes ou photos aériennes : la carte de Cassini (XVIIIe siècle), la carte d'état-major (1820-1866) et la période actuelle (1950 à aujourd'hui).

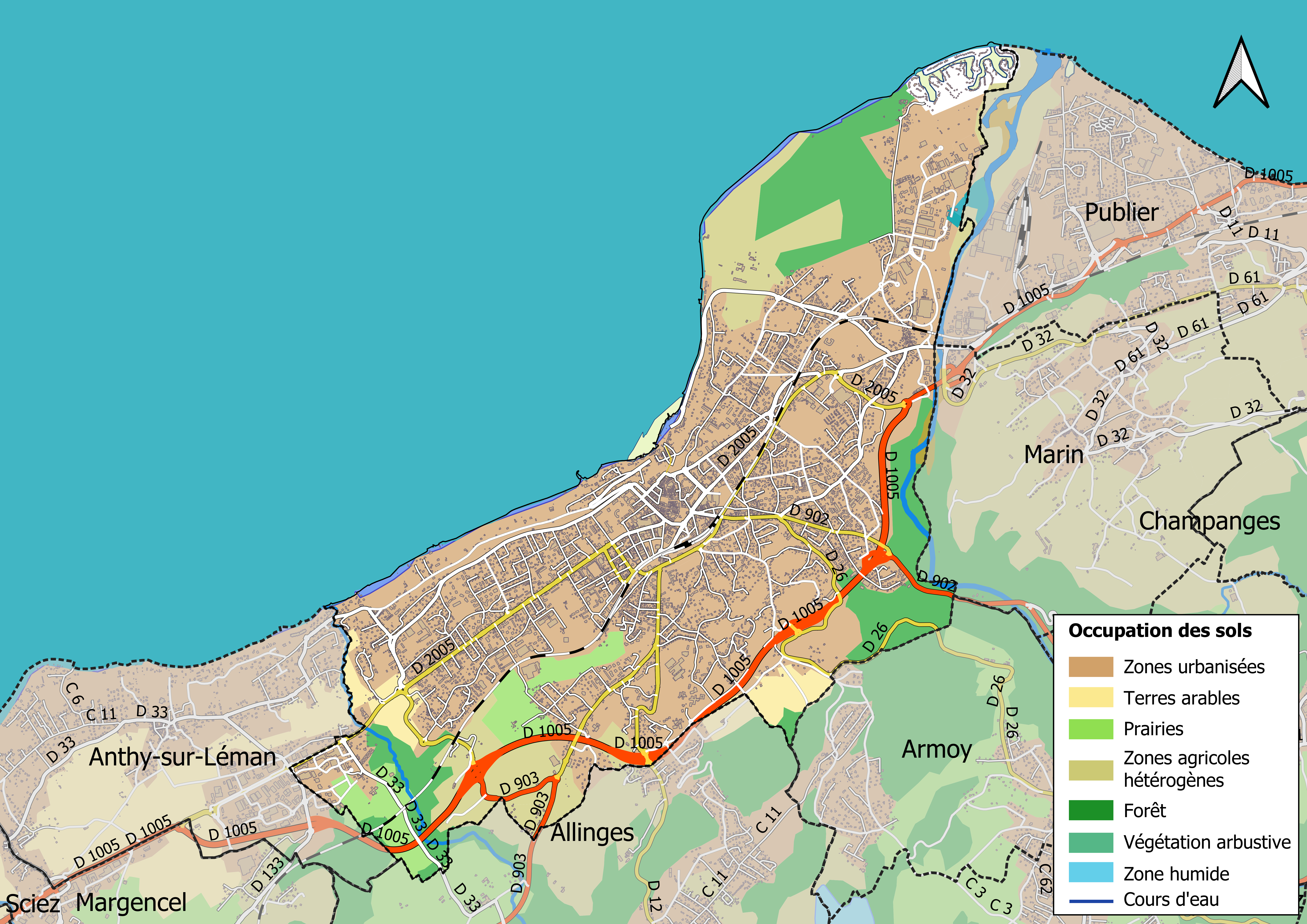
Carte des infrastructures et de l'occupation des sols en 2018 (CLC) de la commune.
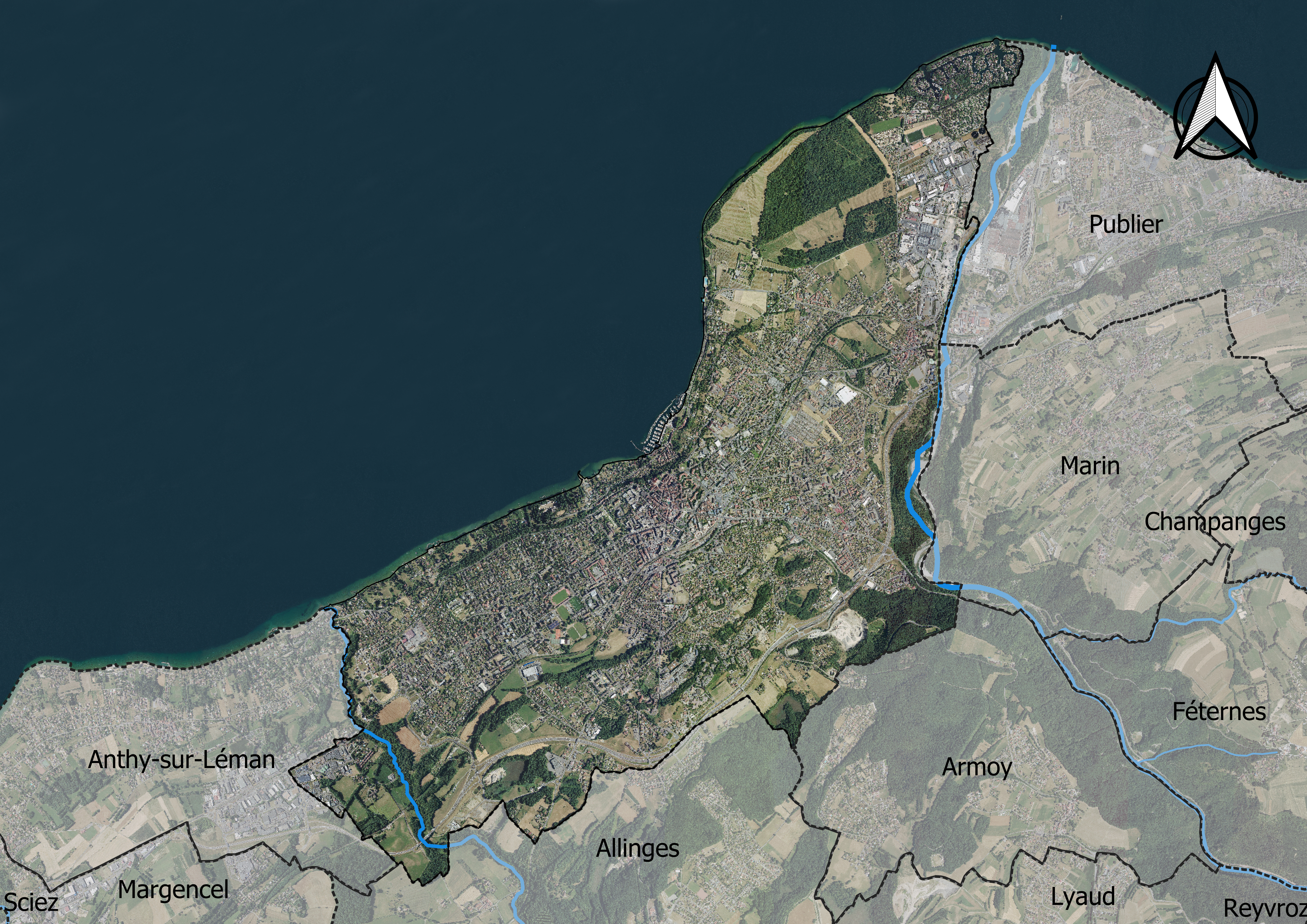
Carte orthophotogrammétrique de la commune.

### Morphologie urbaine
- Limite communale

Morphologie urbaine de Thonon-les-Bains.

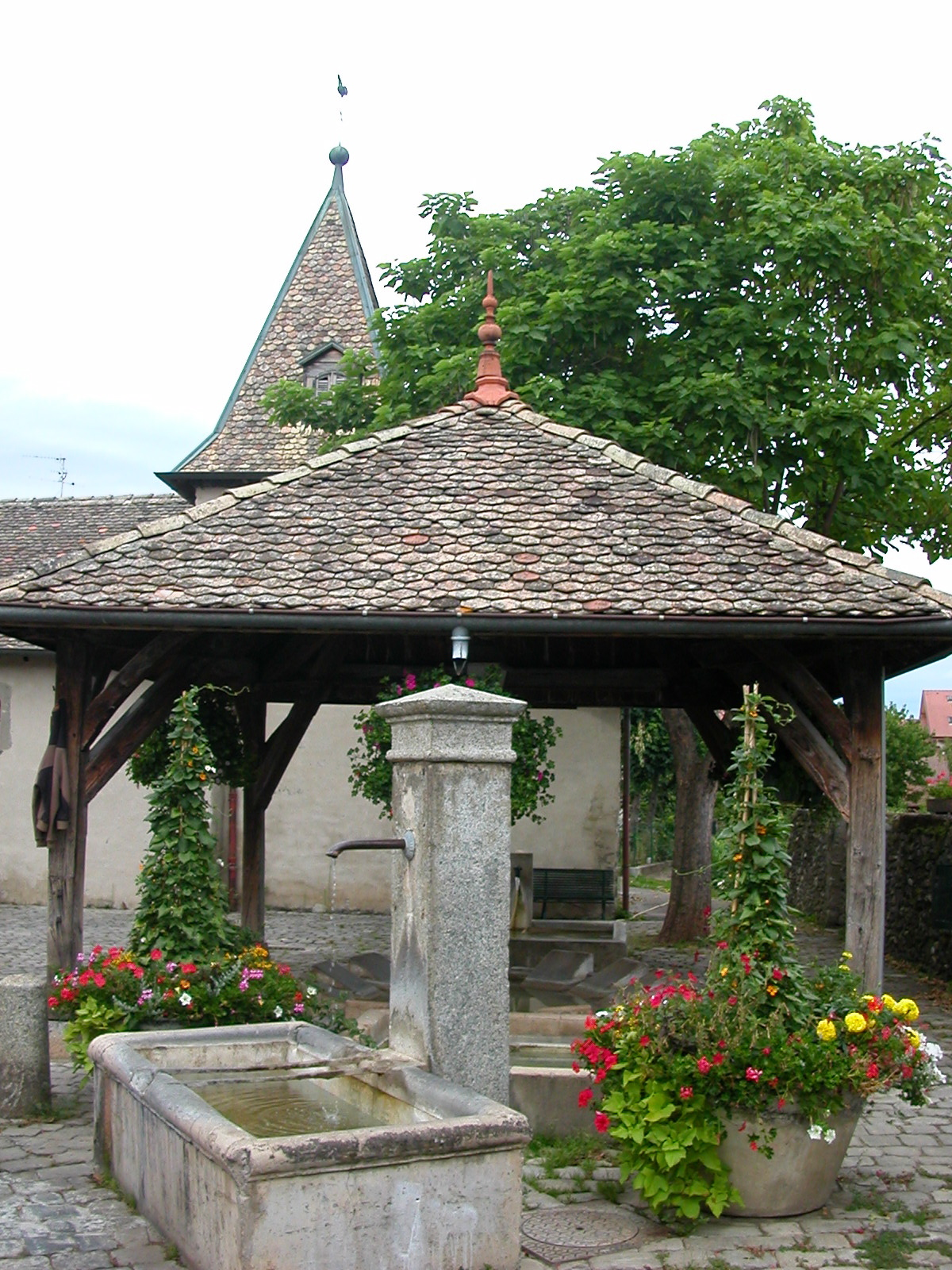
Quartier de Concise.

Thonon-les-Bains est la capitale du Chablais savoyard, qui s’étend, pour la partie  française, de Douvaine à Saint-Gingolph.
Selon les classements établis par l’INSEE, sur des critères géographiques et économiques, Thonon-les-Bains est un pôle urbain, centre de l’unité urbaine de Thonon-les-Bains (couramment agglomération de Thonon) composée de douze communes (Allinges, Anthy-sur-Léman, Évian-les-Bains, Excenevex, Lugrin, Margencel, Marin, Maxilly-sur-Léman, Neuvecelle, Publier, Sciez et Thonon-les-Bains). Thonon-les-Bains est également la commune centre de l’aire urbaine de Thonon-les-Bains (27 communes) intégrée à l’espace urbain Rhône et Alpes.
Le centre historique, s’articulant autour de la Grande Rue, se caractérise par des rues étroites, bordées d’immeubles de trois ou quatre étages. L’artère comprend une zone piétonnière, commerciale et résidentielle ; elle est adjacente à la plus ancienne rue de la ville, la rue Chante-Coq.
La mise en place d’une opération de rénovation urbaine, dans les années 1960, modifie en profondeur une partie du centre historique alors insalubre. Des immeubles d’habitations de huit à neuf étages avec cellules commerciales au rez-de-chaussée sont construits. Ils forment le quartier de la Rénovation. Un espace vert est aménagé en belvédère au pied de l’avenue Saint-François-de-Sales.
À l’ouest du centre, le long du boulevard de la Corniche, aux alentours des thermes, un ensemble de villas aux architectures et styles variés forme un ensemble hétéroclite caractéristique d’une ville d’eau et de villégiature du XIXe siècle.
En périphérie, la ville se découpe en quartiers de voisinage qui structurent la ville au niveau local : Sur Crête, surplombant la gare ; à l’ouest, La Grangette et La Versoie ; et à l’est, Le Morillon. Ces quartiers sont principalement pavillonnaires. Au sud, Collonges-Saint Hélène et Le Châtelard sont des quartiers populaires marqués par de grands ensembles.
Construite entre 1970 et 1984, une marina, Port Ripaille, a été implantée au nord-est de la ville dans le quartier du Saint-Disdille, à l'embouchure du delta de la Dranse.
D’anciens villages sont aujourd’hui rattachés à la commune :
- au nord : Rives, ancien village des pêcheurs sis sur les rives du Léman ; Concise ;
- à l’est : Tully ; Vongy, siège d’une zone industrielle limitrophe de la réserve naturelle du delta de la Dranse ; Saint Disdille, contiguë au domaine de Ripaille ; Port Ripaille plus au nord ;
- au sud-ouest : Corzent sur les bords du Léman ; Marclaz, siège d’une zone commerciale ; Morcy.

### Logements
En 2021, le nombre total de logements dans la commune était de 22 139, alors qu'il était de 18 406 en 2008. Parmi ces logements, 81,6 % étaient des résidences principales, 8.1 % des résidences secondaires et 10.3 % des logements vacants. Ces logements étaient pour 19.8 % d'entre eux des maisons individuelles et pour 79,4 % des appartements.

### Planification de l'aménagement
- En 1965, le centre-ville est restauré, par Maurice Novarina.
- En 2007, un projet est réalisé sur le quartier de Montjoux.
- En 1998, la ville propose un projet pour lutter contre la pollution de la région via un itinéraire de contournement du centre-ville inauguré en 2008. En 1999, approbation ministérielle du schéma de désenclavement du Chablais et concentration de l'État sur le projet. 2000-2002, phase de concertation sur le projet. Été 2002-automne 2003, fouilles archéologiques. Décembre 2002, commission départementale des sites en application sur la loi du littoral. 2005, début des travaux. 2007, aménagement des ronds-points et bordures.

### Voies de communication et transports

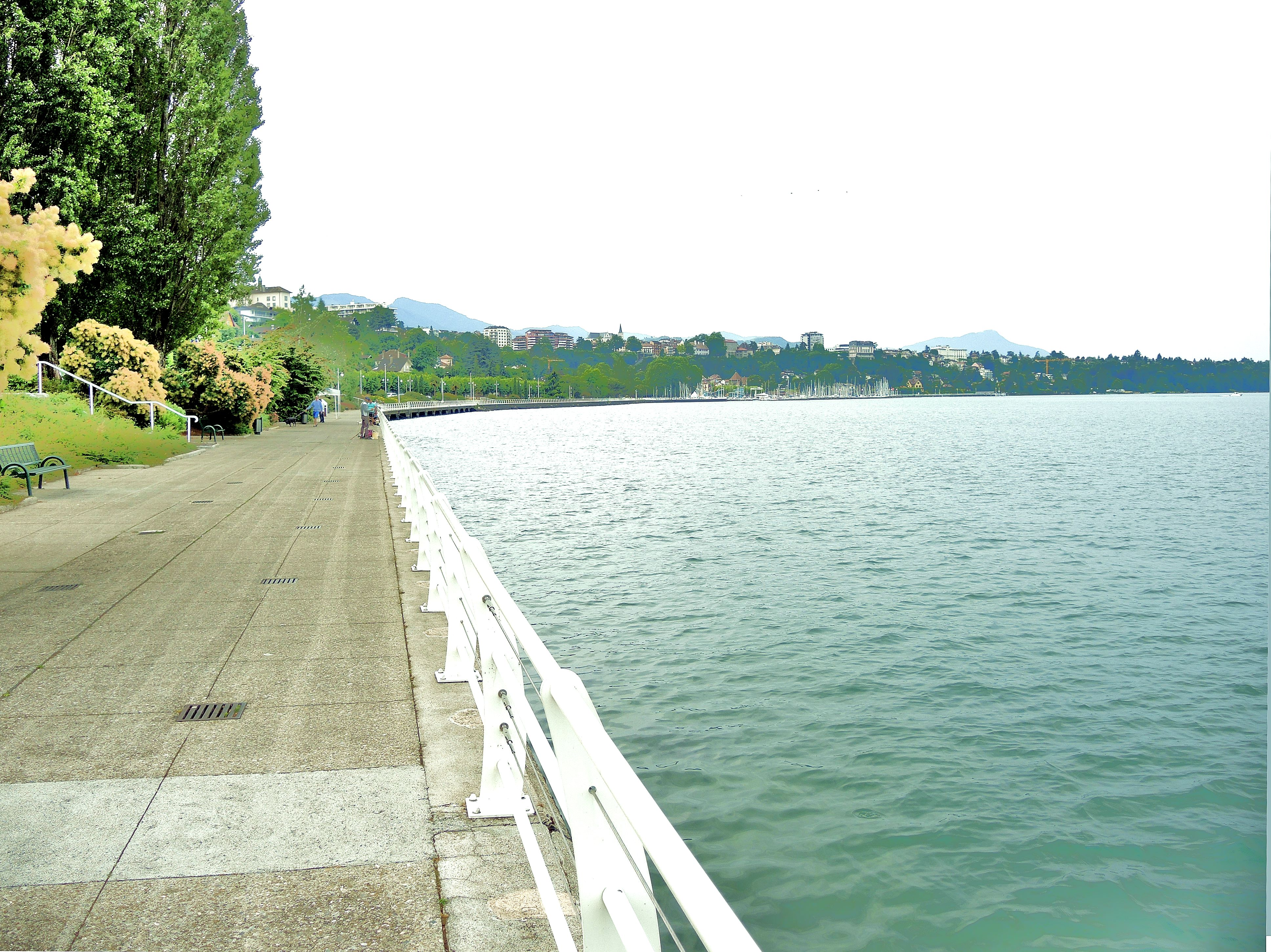
Promenade du Léman.

#### Voies routières
Thonon-les-Bains est accessible par l'autoroute A40, sortie no 14 à Annemasse ou sortie no 15 à Nangy puis la route départementale D1206 qui dessert Douvaine puis la route départementale D1005 direction Thonon-les-Bains et Évian-les-Bains. Toutefois, la route départementale D 903  permet d’accéder au centre en passant par Bons-en-Chablais. La RD 902 relie la Vallée Verte aux bords du Léman.
Thonon-les-Bains est le point de départ (ou d'arrivée) de la route des Grandes Alpes. Route projetée par le Touring club de France en 1909 sous le nom de « Route des Alpes » pour relier Thonon-les-Bains à Nice. Cette route a été rebaptisée Route des Grandes Alpes en 1950 avec un itinéraire modifié de Thonon-les-Bains à Menton en 1995.
La route départementale 1005, anciennement route nationale 5, dessert la ville de part et d’autre. Elle relie Genève à Saint-Gingolph en passant par Thonon-les-Bains et Évian-les-Bains. Le contournement de la ville par le sud a été mis en fonctionnement en 2008. Il est une alternative plus rapide pour le transit et le délestage du trafic du centre-ville. Les embranchements du contournement sur le tracé ancien de la route départementale 1005 se situent à la hauteur de Margencel au sud et de Vongy au nord.

#### Pistes cyclables
Il existe de nombreuses pistes cyclables sur le territoire de Thonon-les-Bains. Celles-ci forment un itinéraire de 25 km, en tenant compte des bandes cyclables marquées sur la chaussée.
La plus importante de ces pistes cyclables rejoint les principaux sites d’intérêt touristique et environnemental depuis le parc de Corzent en se dirigeant vers la réserve naturelle du Delta de la Dranse. Il existe une page web référencée dans le site de la ville de Thonon, indiquant l'ensemble des pistes cyclables.

#### Transport ferroviaire

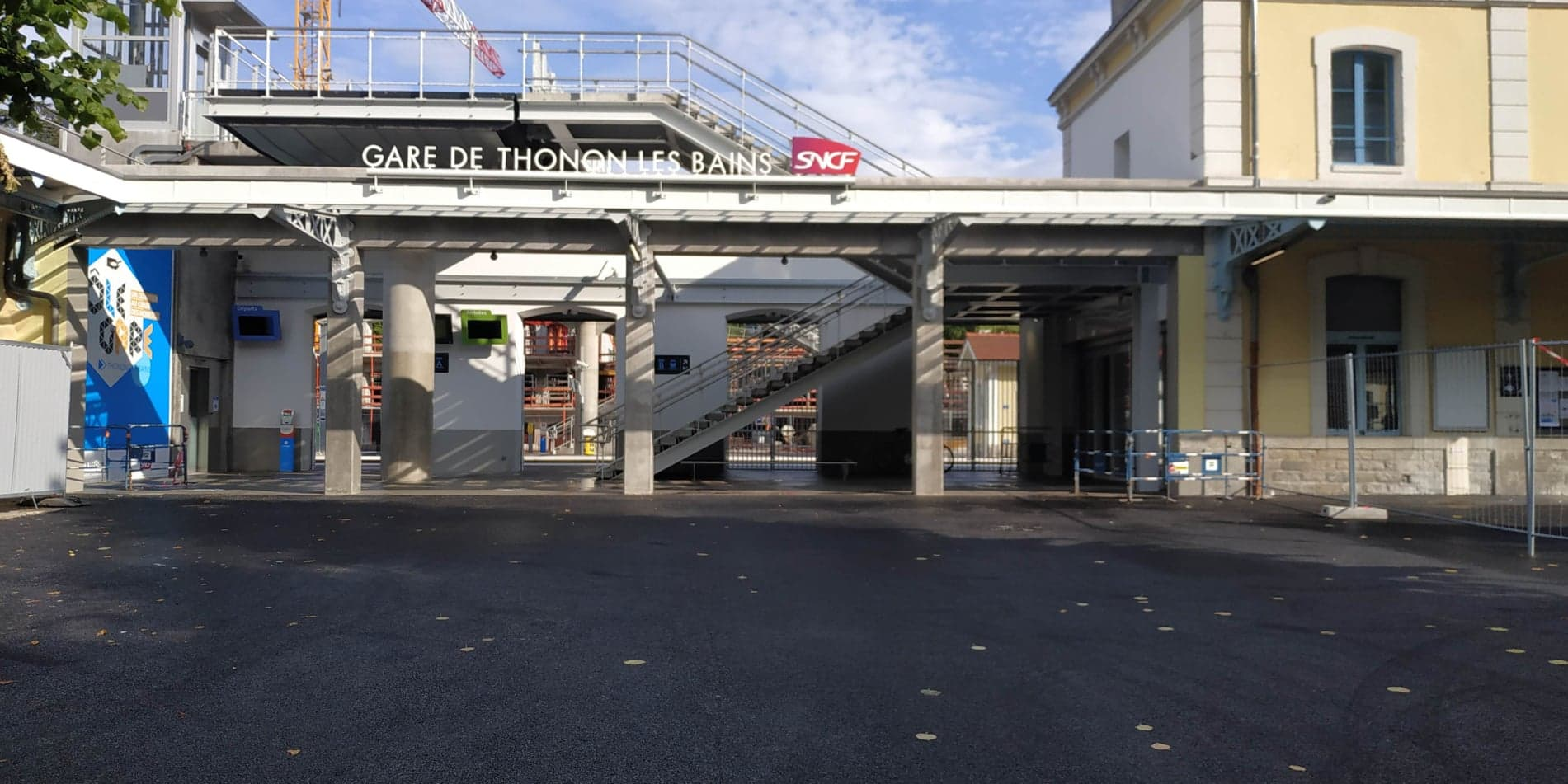
Gare SNCF.

La gare de Thonon-les-Bains est une gare ferroviaire française de la ligne de Longeray-Léaz au Bouveret entre les gares ouvertes de Perrigner et d'Évian-les-Bains. Elle est desservie :
- par la ligne L1 du Léman Express sur la relation Coppet ↔ Évian-les-Bains via Genève-Cornavin, Annemasse et Thonon-les-Bains[18] ;
- par la ligne 03 du réseau TER Auvergne-Rhône-Alpes sur la relation Lyon ↔ Bellegarde ↔ Évian-les-Bains via Annemasse et Thonon-les-Bains.

Tous les vendredis, samedis, dimanches et jours fériés, la gare est desservie par des TGV inOui (desserte renforcée l'hiver pour les stations des portes du soleil) sur la relation :
- Paris-Gare-de-Lyon ↔ Évian-les-Bains via Mâcon-Loché-TGV, Bourg-en-Bresse, Bellegarde, Annemasse et Thonon-les-Bains.

#### Transports en commun

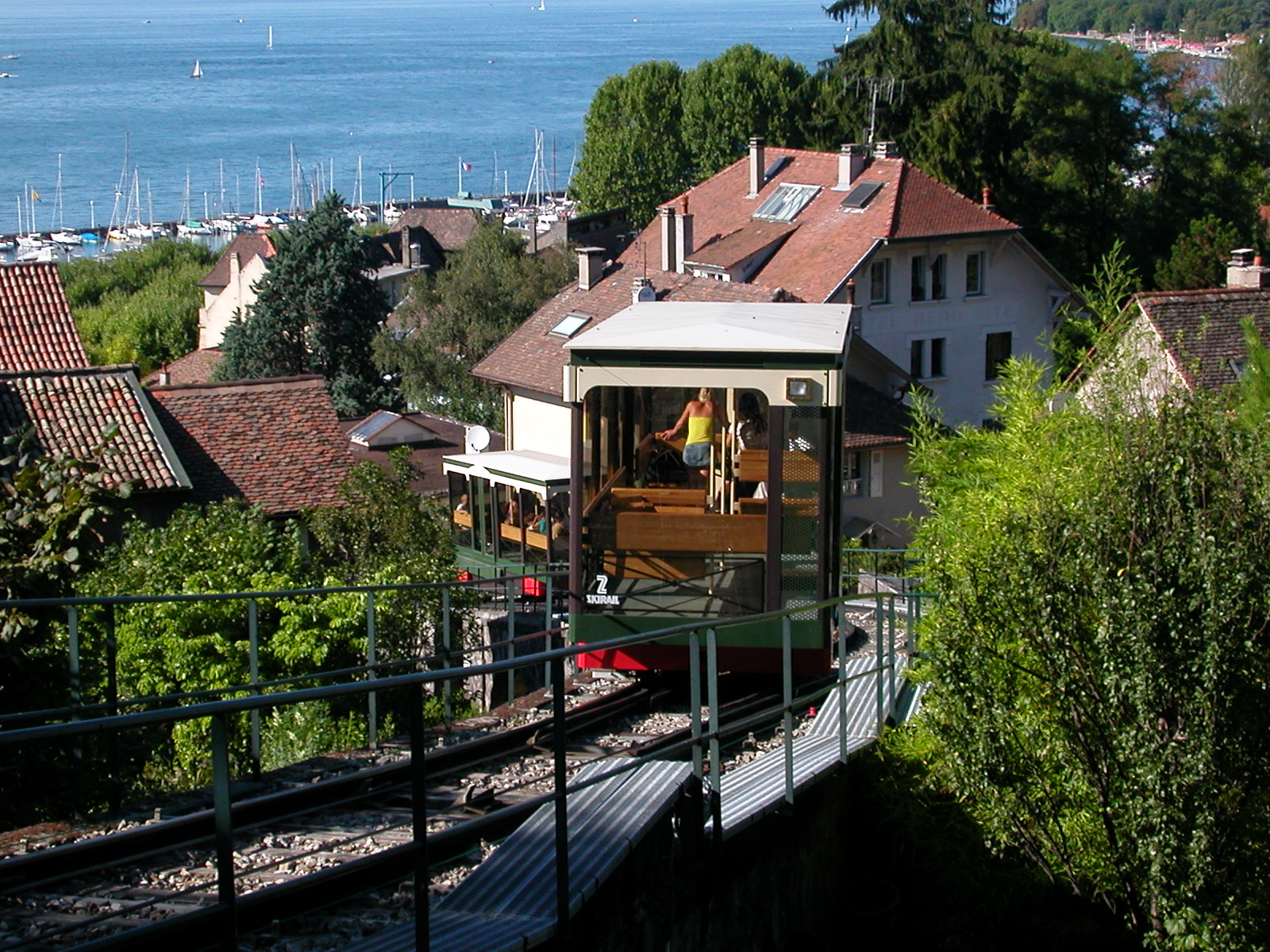
Le funiculaire de Thonon-les-Bains.

Le réseau des transports en commun de Thonon-les-Bains (Star't) est organisée par Thonon Agglomération et exploité par RDB Thonon ; il succède en mai 2022 à l'ancien réseau Bus urbains thononais co-géré par Thonon Agglomération et la communauté de communes Pays d'Évian Vallée d'Abondance depuis le 1er janvier 2018 et auparavant par le Syndicat intercommunal des bus de l’agglomération thononaise (SIBAT).
Il est constitué de six lignes urbaines (A, B, C, D, M et N) desservant Allinges, Anthy-sur-Léman, Margencel, Marin et Thonon-les-Bains. En outre, plusieurs lignes périurbaines desservent le reste de l'agglomération (141, 142, 143, 151 et 152) plus une ligne transfrontalière vers Genève (271).
Plusieurs lignes des transports en commun d'Évian-les-Bains (ÉVA'D), qui succède en partie à l'ancien réseau Bus urbains thononais, desservent également Thonon (lignes L, P, 121, 122, 123, 124 et 131).
Thonon Agglomération délègue également à RDB Thonon la ligne de funiculaire de 230 m de long qui relie le Belvédère au port de Rives. Ce funiculaire présenterait la particularité d’être le seul au monde à voir les cabines se croiser dans une courbe. Jusqu'en 2017, la ville de Thonon était l'autorité organisatrice de la ligne.

#### Transports lacustres
Le port de Thonon est desservi par des navires de la Compagnie générale de navigation qui assurent toute l’année des liaisons avec le port de Lausanne-Ouchy. En moyenne et haute saison, des liaisons sont également assurées avec Morges, en Suisse.

#### Transports aériens
L'aéroport le plus proche est l’aéroport international de Genève, situé à 37 kilomètres de Thonon-les-Bains.

## Toponymie
Thonon-les-Bains est composé du toponyme Thonon et du déterminant complémentaire -les-Bains, qui fait référence à une ville station thermale. Il est accolé depuis le 22 juin 1804, date du décret de déclaration d’intérêt public de la source de la Versoie. Le nom devient officiel pour la ville à la suite du décret du 11 janvier 1890 (paru au J.O. du 19 mai 1890).
Thonon est un nom qui dériverait du mot gaulois dunon qui désigne une « place fortifiée » ou « colline, hauteur ». Ainsi, le site désignerait « la colline au-dessus de l'eau », le suffixe -on étant relatif à l'eau.
Un vicus romain Tunonium serait à l'origine de la villa donona mentionnée en 930. Toutefois le lien a été contesté par Monique Constant dans son ouvrage L'établissement de la maison de Savoie au sud du Léman (1972, p. 14). Par contre, la première mention authentique provient d'un document de 1191 avec Thonuns, dans le Régeste genevois (« Factum apud Thonuns, anno incarnat », n°455, p. 126). Entre 1294-95, on trouve la mention d'un Villa nova de Tonons. Au XIVe siècle, le Prior de Thonons est mentionné.
En savoyard, le nom de la commune s'écrit Tonon et se prononce [tɔ.nɔ̃] (retranscrit selon la norme API) et « Tonon » (transcrit selon la graphie semi-phonétique de Conflans).

## Histoire

### Préhistoire et époque gallo-romaine
Selon la mythologie, la cité a été fondée par une ancienne tribu germanique ayant pris part au massacre des Romains dans la Forêt-Noire[source insuffisante].
Au bord du Léman, lors des aménagements de contournement routier de la ville de 2004, une nécropole du Néolithique moyen de « type Chamblande » a été mise à jour au lieu-dit Genevray,. Le site a permis de découvrir 220 sépultures, datées entre 3300 et 4800 ans av. J.-C., soit du milieu du Ve millénaire à la fin du IVe millénaire.
Thonon-les-Bains est construit sur un site occupé au moins depuis le Néolithique: des tessons de céramique, de l'outillage de pierre et des pilotis ont été trouvés en 1989 au port de Rives. Ces pilotis ont été datés des années 3094 à 3049 av. J.-C.
Des tombes proto-historiques du Bronze final ont été découvertes à l'ouest de Thonon, lieu-dit Letroz, dans les années 1980. L'une d'elles contenait une épingle et un rasoir.

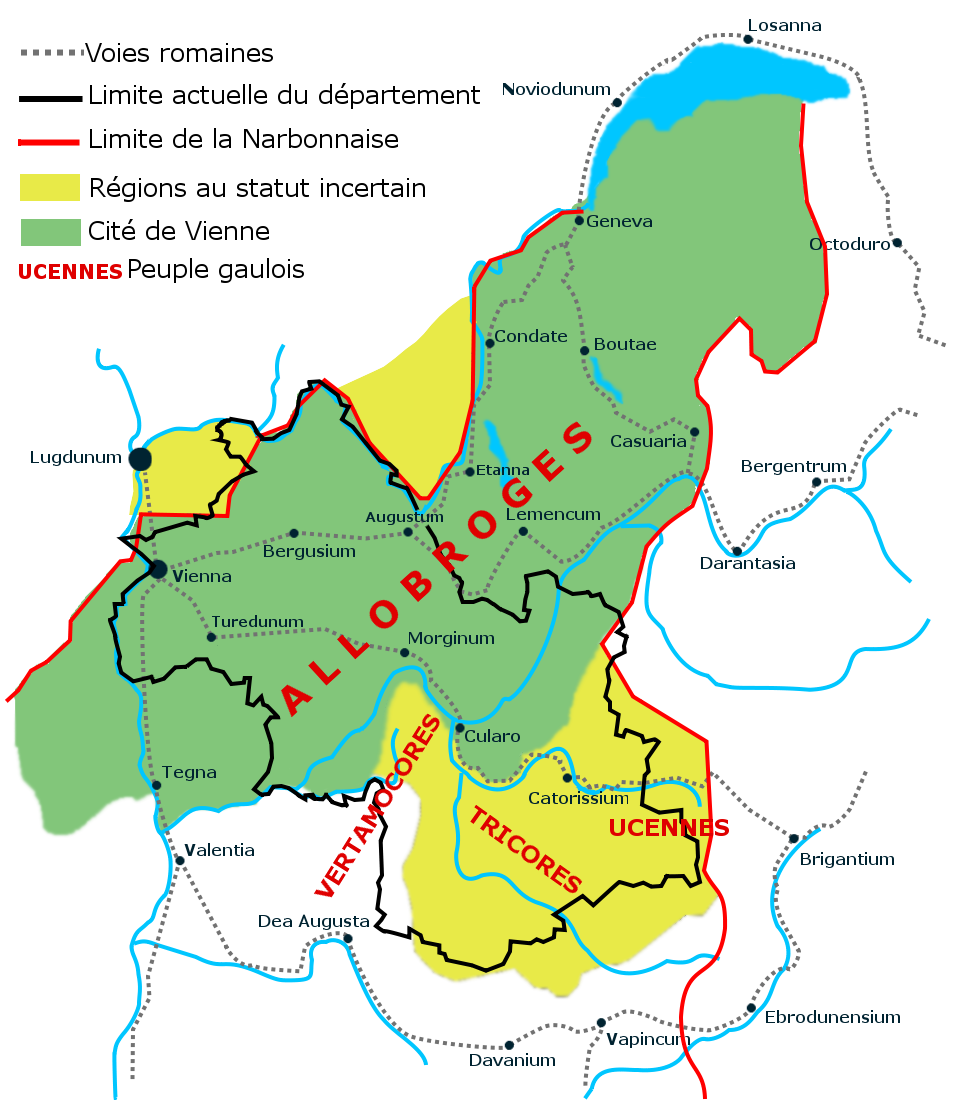
Territoire des Allobroges

En -121, les Allobroges sont vaincus par les Romains et leur territoire est intégré à l'Empire. Le nom latin de la ville de Thonon demeure inconnu, mais de nombreux vestiges ont été découverts à partir des années 1960 grâce au travail de Jean-Claude Perillat et Jean-Pierre Mudry, tous deux professeurs d'histoire. Avec quelques étudiants, ils mènent de nombreuses fouilles qui renseignent le tracé de la ville romaine et les activités des habitants. Dans le quartier des Ursules, les fouilles ont révélé la présence d'habitations dont une devait être ornée d'une mosaïque et posséder des thermes privatifs. Ce chantier a également livré bon nombre d'objets du quotidien : palette à fard, monnaies, une statuette en bronze du dieu Mars, épingles et aiguilles en os. Un ensemble d'ateliers de potiers se trouvait à l'ouest de ces habitations, dont huit fours ont été fouillés. De nombreuses céramiques y ont été retrouvées: céramiques communes et céramiques fines. Ces dernières sont assez originales et caractérisent la production de Thonon par leurs formes et leurs décors, principalement végétaux et animaux. Des imitations de céramique sigillée (à revêtements argileux) ont également été découverts. Une dizaine de nécropoles, datées des second et quatrième siècles, ont été fouillées à Thonon. Les inhumations sont majoritaires contrairement aux incinérations (seulement trois découvertes). D'autres tombes ont été découvertes isolées. Enfin, plusieurs villae sont connues dans la campagne proche du vicus : une au hameau de Concise connue par une épitaphe et des sondages réalisés en 1997), une à Vongy (connue par des restes de tegulae), une à Tully (connue par la découverte d'un trésor monétaire en 1875), une à Ripaille (connue par des fouilles réalisées en 1902 qui ont restitué le plan au sol), une à Rives (connue par la création du port en 1861) et une supposée à Morcy.
En 563, un glissement de terrain qui aurait eu lieu aux alentours de l'actuelle ville de Port-Valais a provoqué un tsunami qui aurait atteint à Thonon une hauteur de 13 m, ce dernier ayant été consigné par le premier évêque de Lausanne Saint Marius d’Avenches et Saint Grégoire de Tours.

### Période féodale
Mal connue pour le haut Moyen Âge, son histoire est bien documentée à partir de 1270, en raison de la conservation des comptes de châtellenie des châteaux d'Allinges, dans le ressort duquel se trouvait le village avant de devenir en 1288 le siège de la châtellenie d'Allinges-Thonon, supplantant dans ce rôle Allinges-Neuf.
Une bourgeoisie est attestée dès le milieu du XIIIe siècle et le village (quelques centaines de feux) est ceint de murs vers la fin du siècle, englobant le faubourg de Rives vers 1290. En 1266, le comte Pierre II de Savoie (1203-1268) accorda au bourg ses premières franchises municipales en 1265-1266. Son frère et successeur Philippe Ier les confirme et les augmente le 1er décembre 1268 et 1279. Le comte Amédée V les complète, de même que son fils et successeur Édouard.
Enjeu des luttes entre les comtes de Savoie et les dauphins de Viennois jusqu’en 1343, Thonon devient ensuite une des résidences favorites de la maison de Savoie et attire de nombreux immigrants locaux ou étrangers (Italiens, Allemands…). Le château, initialement forteresse et prison, est rasé et, reconstruit vers 1410, devient une résidence d’agrément comprenant de beaux jardins et des logis luxueux, plus confortables que le simple pavillon de chasse de Ripaille, construit au XIVe siècle à l’embouchure de la Dranse ;  le terme de « ripaille »  synonyme dans la langue française de fêtes réussies précède dans le temps le nom du château qui vient plutôt du terme « rispe », broussailles.

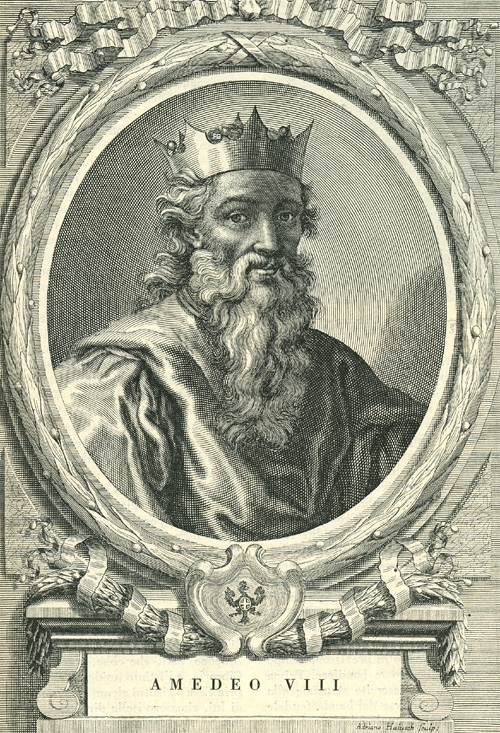
Portrait d'Amédée VIII de Savoie.

Plusieurs dignitaires de la cour de Savoie se font construire autour du château des hôtels particuliers (famille Ravais), l’hôtellerie et le commerce se développent. En 1433, le duc Amédée VIII de Savoie acquiert et lotit la vigne de Vallon, adjacente aux murailles de la ville, et dont les « chaseaux » (parcelles à construire) sont acquises par les principales familles de la bourgeoisie locale (actuel quartier Vallon). Il favorise également la rénovation des équipements collectifs : moulins, fours, halle, adduction d’eau. Thonon reste ville de cour jusqu’à la fin du XVe siècle, malgré la présence de plus en plus prégnante d’une contestation populaire attestée par l’hérésie ou la sorcellerie, cruellement poursuivies à partir de 1475, et par l’émigration vers Genève.
Aux XIVe et XVe siècles, la châtellenie d’Allinges-Thonon fait traditionnellement partie du douaire de la comtesse, puis duchesse de Savoie. Trois d’entre elles ont tout particulièrement associé leur nom à la région, Bonne de Bourbon, épouse d’Amédée VI de Savoie, Marie de Bourgogne, épouse d’Amédée VIII, et Anne de Lusignan, épouse de Louis Ier de Savoie.
De 1536 à 1567 la ville fut sous administration bernoise. Par le traité de Lausanne du 30 octobre 1564, la République de Berne rendit au duc de Savoie le bailliage de Thonon, entre autres possessions.
En 1569, au traité de Thonon, les Valaisans rendent à la Savoie les bailliages d'Évian, du pays de Gavot et de Saint-Jean d’Aulps sous leur domination depuis 1536.
Le 23 juillet 1724, la princesse Polyxène de Hesse-Rheinfels-Rotenburg épouse à Thonon Charles-Emmanuel de Savoie, prince de Piémont, fils aîné du roi Victor Amédée II de Sardaigne et d'Anne-Marie d'Orléans.

### Intégration à la France
Thonon-les-Bains était la sous-préfecture de l’arrondissement de Thonon dans l’ancien département du Léman.
Lors des débats sur l'avenir du duché de Savoie, en 1860, la population est sensible à l'idée d'une union de la partie nord du duché à la Suisse. Une pétition circule dans cette partie du pays (Chablais, Faucigny, Nord du Genevois) et réunit plus de 13 600 signatures, dont 280 pour Thonon, selon le Manifestes et déclarations de la Savoie du Nord (1860), l'historien Paul Guichonnet (1982) donne quant à lui 48 signatures. Le duché est réuni à la suite d'un plébiscite organisé les 22 et 23 avril 1860 où 99,8 % des Savoyards répondent « oui » à la question « La Savoie veut-elle être réunie à la France ? ». L'absence de bulletins "non" explique le résultat du scrutin.

## Politique et administration

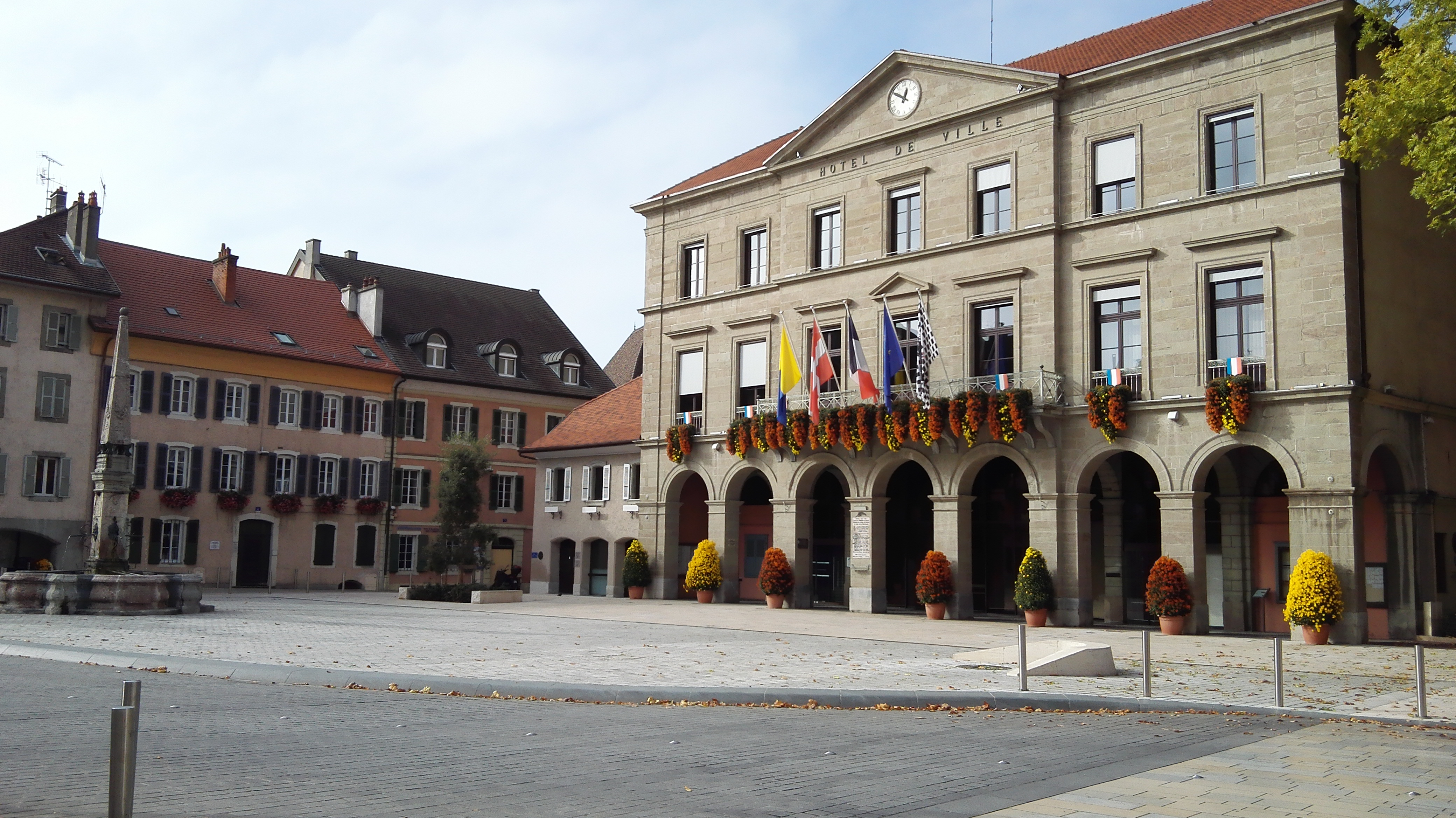
Mairie de Thonon-les-bains

### Conseil municipal
En 2018, le conseil municipal de Thonon-les-Bains est composé de trente neuf conseillers municipaux se décomposant en dix neuf femmes et vingt hommes.
Le conseil municipal comprend un maire, onze adjoints au maire, quatorze conseillers municipaux siégeant dans le groupe de la majorité municipale et treize conseillers siégeant dans l'opposition.

### Polémiques diverses
Malgré l'arrêté de 2013 du préfet de Haute-Savoie incluant la ville de Thonon-les-Bains dans la communauté de communes des collines du Léman, les deux parties prenantes ont refusé, laissant la ville thermale en dehors de toute intercommunalité. La commune est finalement intégrée à Thonon Agglomération à sa création en 2017, et en devient le chef-lieu.

### Tendances politiques et résultats

#### Élections locales
Lors de l'élection municipale de 2008, quatre listes se sont affrontées, deux de droite : celle de Jean Denais (qui a été élu) et celle de Christophe Arminjon, une de gauche, menée par Georges Constantin et une liste écologiste, avec Elisabeth Charmot.

### Liste des maires
| Période                                  | Période         | Identité            | Étiquette                  | Qualité |
| ---------------------------------------- | --------------- | ------------------- | -------------------------- | --- |
| 1er décembre 1860                        | avril 1865      | Jules Beaurain      |                            | Avocat Ancien syndic et député de la Savoie au Parlement sarde. |
| 1865                                     | 1874            | Edouard De Ville    |                            | Rentier |
| 1874                                     | 1878            | Vincent Deleglise   |                            | Banquier Réalisation : débarcadère[réf. nécessaire] |
| 1878                                     | 1882            | Edouard Charmot     | Républicain                | Rentier à Sciez, banquier Conseiller d'arrondissement (1877 → 1893) |
| 1882                                     | 1883            | Jules Mercier       | Républicain                | Avocat Conseiller général du canton de Thonon-les-Bains (1874 → 1919) |
| 1883                                     | 1884            | Albert Jacquier     | Républicain                | Avocat Officier de l'Instruction publique Réalisations : syndicat d'initiative, collège[réf. nécessaire] |
| 1884                                     | 1892            | Philippe Thorens    | Républicain                | Avoué Réalisations : établissement thermal, captage des eaux de la Versoie, funiculaire, groupe scolaire des Arts[réf. nécessaire] |
| 1892                                     | 1896            | Albert Jacquier     |                            | Avocat |
| 1896                                     | 1896            | André Vernaz        | Radical                    | Géomètre, agent d'affaire, juge de paix Conseiller d'arrondissement (1894 → 1907) Délégué cantonal Commandeur du mérite agricole, Officier d'Académie |
| 1896                                     | 1904            | Louis Pinget        | Républicain                | Banquier (banqueroute en 1906) |
| 1904                                     | 1919            | Jules Mercier       | Républicain                | Avocat Député de la Haute-Savoie (1894 → 1909) Sénateur de la Haute-Savoie (1909 → 1920) Conseiller général du canton de Thonon-les-Bains (1874 → 1919 puis 1922 → 1923) Président du conseil général de la Haute-Savoie (1910 → 1920) Délégué cantonal Franc-maçon, Légion d'honneur, Officier d'Académie |
| 1919                                     | 1921            | Louis Grandperret   | Républicain                | Avocat et ancien bâtonnier Croix de guerre, Légion d'honneur |
| 1921                                     | 1921            | Jean Blanchard      |                            | Inspecteur des Eaux et Forêts Président délégation spéciale Légion d'honneur |
| 1921                                     | 1925            | Paul Jacquier       | Rad.                       | Avocat Député de la Haute-Savoie (1909 → 1919 puis 1924 → 1935) Conseiller général du canton de Thonon-les-Bains (1923 → 1940) Légion d'honneur, Palmes académiques |
| 1925                                     | 1935            | Georges Andrier     | Républicain                | Avocat et bâtonnier Légion d'honneur, Officier d'Académie Réalisations : hôtel d'application pour l'Ecole hôtelière, kiosque à musique, école de Vongy, square Aristide Briand, boulevards, captage des eaux des Blaves[réf. nécessaire] |
| mai 1935                                 | décembre 1940   | Alexandre Gander    | Rad.                       | Négociant en poteries Légion d'honneur, Officier d'Académie, de l'Instruction publique, de Ouissam Alaouite, Mérite commercial, Délégué départemental de l'Éducation nationale |
| 1940                                     | 1944            | Germain Trolliet    |                            | Colonel Conseiller départemental Croix de guerre 1914-1918, 1939-40, TOE, Médaille coloniale, Commandeur du Nicham Iftikar et de la Légion d'honneur |
| 4 septembre 1944                         | 24 février 1980 | Georges Pianta      | RI puis UDF-PR             | Avocat Député de la 2e circonscription de la Haute-Savoie (1956 → 1981) Conseiller général du canton de Thonon-les-Bains (1949 → 1979) Vice-président du conseil général de la Haute-Savoie (1955 → 1979) Légion d'Honneur, Médailles de vermeil CDR, d'argent Jeunesse et sports, de la Reconnaissance française, Officier de l'Instruction publique, Mérite du tourisme, Commandeur de l'Ordre des Médaillés et du Mérite national |
| 24 avril 1980                            | 25 mai 1995     | Paul Neuraz         | DVD                        | Chirurgien-dentiste Conseiller général du canton de Thonon-les-Bains (1992 → 1995) |
| 23 juin 1995                             | 3 juillet 2020  | Jean Denais         | UDF-PR puis DL puis UMP-LR | Ancien chargé de mission au conseil régional de Rhône-Alpes Conseiller général du canton de Thonon-les-Bains-Ouest (1995 → 1998 puis 2004 → 2011) Vice-président du conseil général de la Haute-Savoie (2004 → 2011) |
| 3 juillet 2020                           | En cours        | Christophe Arminjon | DVD                        | Avocat, Président de la Communauté d'agglomération depuis 2020 |
| Les données manquantes sont à compléter. |                 |                     |                            | |

### Instances judiciaires et administratives

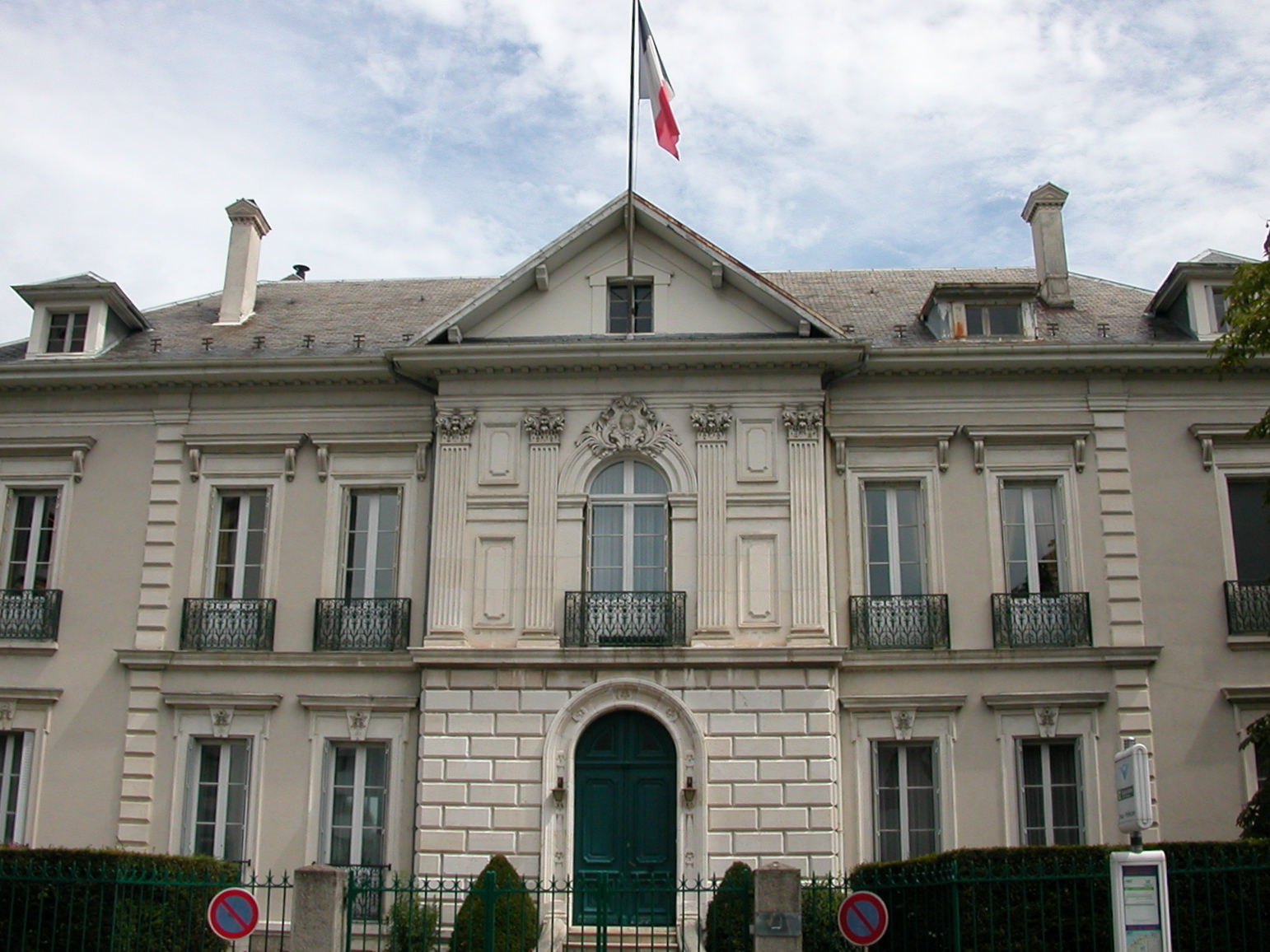
La sous-préfecture.

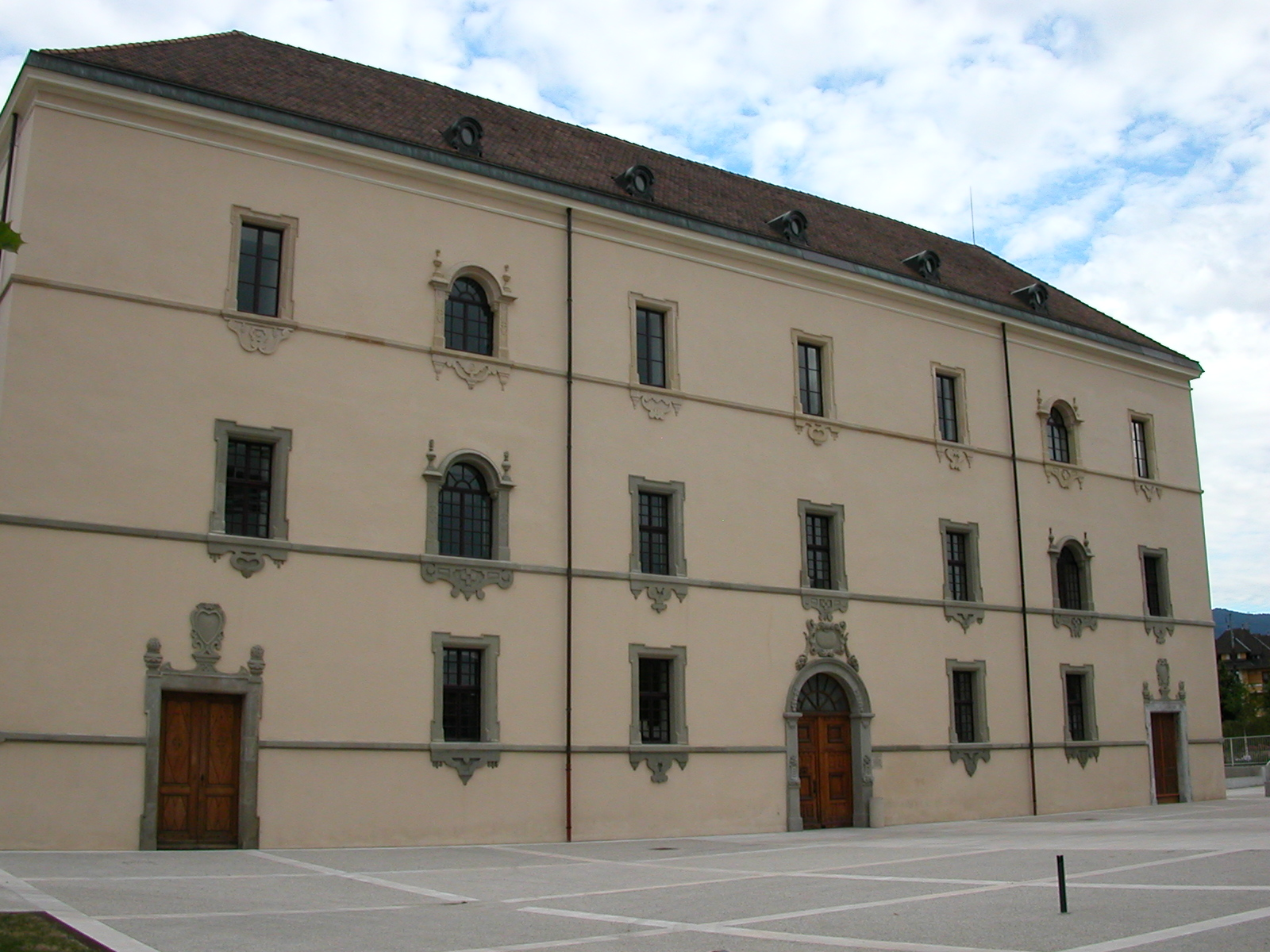
Le tribunal judiciaire (sis dans l’ancien hospice).

Thonon-les-Bains est le siège d’une sous-préfecture.
La ville dispose de deux juridictions : un tribunal judiciaire et un conseil de prud’hommes. La ville cofinance une antenne de justice, un service de proximité destiné à l’information des citoyens quant aux droits et obligations.
Dans le domaine de la recherche scientifique publique, l’INRA implante dans la ville un site de recherche en 1975, succédant à un laboratoire privé de recherches hydrobiologiques des eaux et forêts. La station est principalement destinée à l’étude de l’hydrologie et de l’écosystème du Léman.

### Jumelages

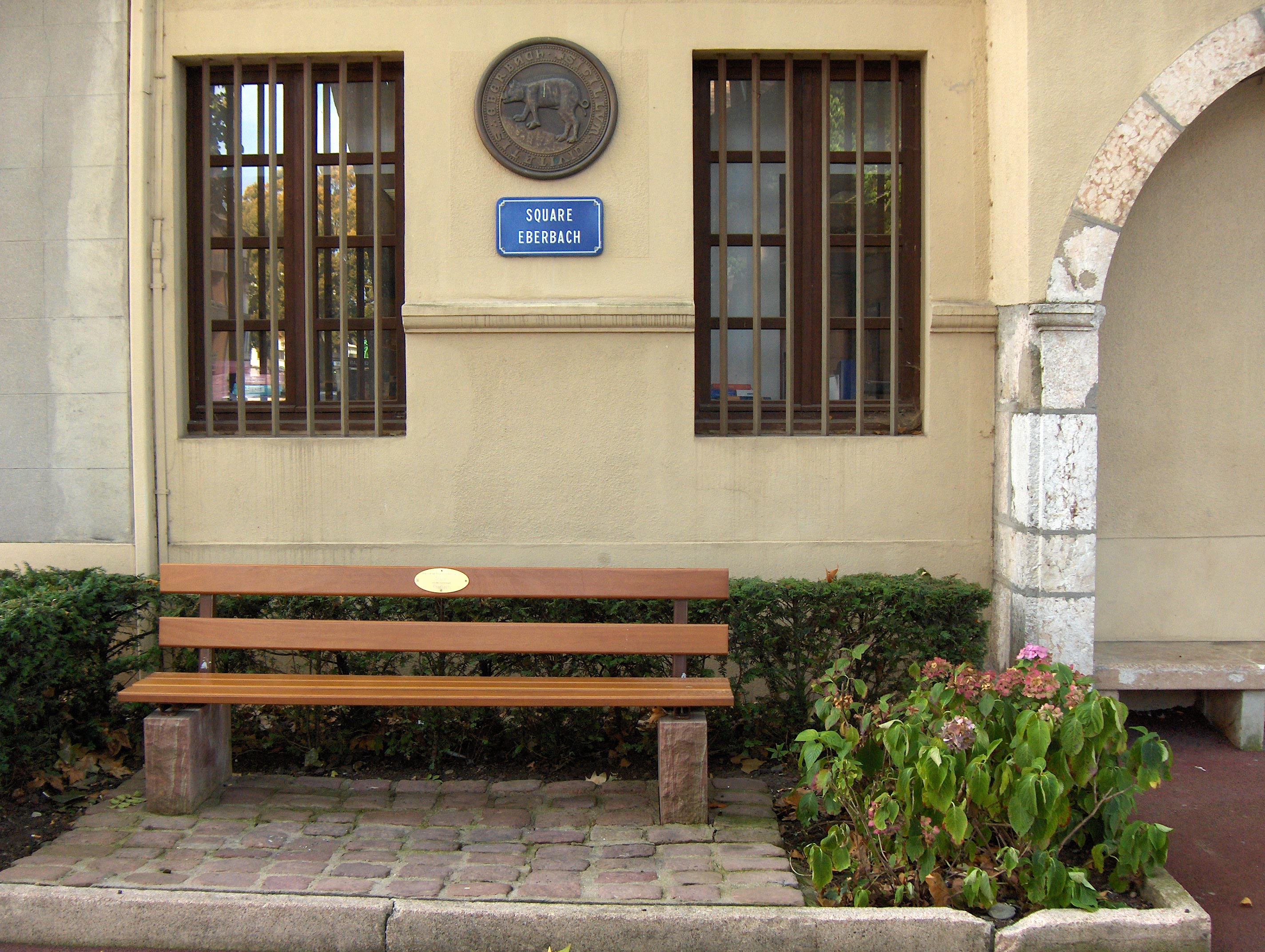
Square Eberbach, commémoratif du jumelage entre les deux villes.

Au 1er décembre 2018, Thonon-les-Bains est jumelée avec deux autres villes étrangères :
- Eberbach,  Allemagne (depuis 1961), ville de 15 000 habitants, située au Nord du land du Bade-Wurtemberg, à 33 kilomètres à l'est de Heidelberg ;
- Mercer Island,  États-Unis (depuis 2000), ville de 24 000 habitants située dans le Comté de King dans l'État de Washington. Celle-ci est jumelée avec Thonon-les-Bains dans le cadre du programme « Sister Cities International », propre aux villes américaines.

Dans les années 1970, Thonon-les-Bains était en pourparlers de jumelage avec :
- Fishguard (pays de Galles) ;
- Čačak (Serbie).

## Population et société

### Démographie

#### Évolution démographique
L'évolution du nombre d'habitants est connue à travers les recensements de la population effectués dans la commune depuis 1793. Pour les communes de plus de 10 000 habitants les recensements ont lieu chaque année à la suite d'une enquête par sondage auprès d'un échantillon d'adresses représentant 8 % de leurs logements, contrairement aux autres communes qui ont un recensement réel tous les cinq ans,.

En 2022, la commune comptait 37 689 habitants, en évolution de +7,28 % par rapport à 2016 (Haute-Savoie : +6,01 %, France hors Mayotte : +2,11 %).
| 1793  | 1800  | 1806  | 1822  | 1838  | 1848  | 1858  | 1861  | 1866  |
| ----- | ----- | ----- | ----- | ----- | ----- | ----- | ----- | ----- |
| 3 010 | 3 198 | 3 251 | 4 179 | 4 428 | 4 488 | 4 825 | 4 918 | 5 530 |

| 1872  | 1876  | 1881  | 1886  | 1891  | 1896  | 1901  | 1906  | 1911  |
| ----- | ----- | ----- | ----- | ----- | ----- | ----- | ----- | ----- |
| 5 272 | 5 501 | 5 444 | 5 447 | 5 780 | 5 666 | 6 268 | 7 043 | 7 232 |

| 1921  | 1926   | 1931   | 1936   | 1946   | 1954   | 1962   | 1968   | 1975   |
| ----- | ------ | ------ | ------ | ------ | ------ | ------ | ------ | ------ |
| 8 042 | 10 270 | 11 291 | 12 183 | 13 181 | 14 016 | 17 080 | 20 700 | 26 354 |

| 1982   | 1990   | 1999   | 2006   | 2011   | 2016   | 2021   | 2022   | - |
| ------ | ------ | ------ | ------ | ------ | ------ | ------ | ------ | - |
| 26 040 | 29 677 | 28 927 | 31 213 | 33 928 | 35 132 | 37 027 | 37 689 | - |

#### Pyramide des âges
En 2021, le taux de personnes d'un âge inférieur à 30 ans s'élève à 34,8 %, soit en dessous de la moyenne départementale (35,3 %). À l'inverse, le taux de personnes d'âge supérieur à 60 ans est de 26,6 % la même année, alors qu'il est de 22,7 % au niveau départemental.
En 2021, la commune comptait 17 452 hommes pour 19 575 femmes, soit un taux de 52,87 % de femmes, largement supérieur au taux départemental (50,83 %).
Les pyramides des âges de la commune et du département s'établissent comme suit.
| Hommes | Classe d’âge | Femmes |
| ------ | ------------ | ------ |
| 0,7    | 90 ou +      | 2,4    |
| 7,3    | 75-89 ans    | 11,2   |
| 14,1   | 60-74 ans    | 16,9   |
| 19,3   | 45-59 ans    | 18,1   |
| 20,6   | 30-44 ans    | 19,5   |
| 18,1   | 15-29 ans    | 16     |
| 19,9   | 0-14 ans     | 15,9   |

| Hommes | Classe d’âge | Femmes |
| ------ | ------------ | ------ |
| 0,6    | 90 ou +      | 1,4    |
| 5,9    | 75-89 ans    | 7,9    |
| 14,2   | 60-74 ans    | 15,3   |
| 20,7   | 45-59 ans    | 20,3   |
| 21,8   | 30-44 ans    | 21,4   |
| 17,4   | 15-29 ans    | 15,6   |
| 19,5   | 0-14 ans     | 18     |

#### Ménages
Le nombre total de ménages thononais était de 18 204 en 2021. Voici ci-dessous, les données de la répartition de ces ménages selon leur composition.
| Type de ménages                                          | Nombre de ménages | Nombre de ménages |
| Type de ménages                                          | 2021              | %                 |
| Ensemble                                                 | 18 204            | 100,0             |
| Ménages d'une personne                                   | 8 374             | 46,0              |
| Hommes seuls                                             | 3 256             | 17,9              |
| Femmes seules                                            | 5 118             | 28,1              |
| Autres ménages sans famille                              | 334               | 1,8               |
| Ménages avec famille(s) dont la famille principale est : | 9 496             | 52,2              |
| Un couple sans enfant                                    | 4 050             | 22,3              |
| Un couple avec enfant(s)                                 | 3 688             | 20,3              |
| Une famille monoparentale                                | 1 757             | 9,7               |
| Sources : Insee RP2021                                   |                   |                   |

### Enseignement
La commune de Thonon-les-Bains est située dans l'académie de Grenoble.

#### Enseignement primaire
En 2018, il existe 13 établissements d'enseignement primaire, dont trois institutions sous le régime privé primaires publics répertoriés sur le site de la ville de Thonon-les-bains, regroupant 615 élèves. La ville accueille aussi une école Montessori.

#### Enseignement secondaire et supérieur
Il existe également dix établissements de l'enseignement secondaire et supérieur, quatre collèges (deux publics, deux privés) et neuf lycées (cinq publics, quatre privés)
| - Collège Champagne (public) - Collège Jean-Jacques-Rousseau (public) - Collège du Sacré-Cœur (privé sous-contrat) - Lycée et collège Saint-Joseph (privé catholique sous contrat) - Lycée polyvalent et technique La Versoie (public) - École hôtelière internationale Savoie-Léman (public, métiers de l’hôtellerie et du tourisme | - Lycée professionnel du Chablais (public) - Lycée professionnel "Les 3 Vallées" (privé catholique sous contrat avec le ministère de l’Agriculture, de l’Alimentation, de la Pêche, de la Ruralité et de l’Aménagement du Territoire) - Lycée technique et professionnel Jeanne-d’Arc (privé) - Institut de formation en soins infirmiers |

### Manifestations et festivités
La foire de Crête, créée au XVIe siècle et se déroulant le premier jeudi du mois de septembre a fêté sa 543e édition le jeudi 2 septembre 2021. C’était à l’époque une importante foire paysanne (bestiaux, volailles) et commerciale. De nos jours, subsistent une foire commerciale qui occupe une partie importante de la ville, ainsi qu’une fête foraine qui attire la population du Chablais et de la Suisse voisine.
Le Festival de Montjoux de musique se tient annuellement depuis 1996 au début du mois de juillet.
Pour la première fois, celui-ci est annulé pour son édition 2020, à la suite de la situation liée au coronavirus.
La ville accueille un festival de rue, en août dénommé : Les Fondus du Macadam.
Le carnaval de la ville dénommé « Matagasse » (du patois piémontais "mataggazza", qui signifie "pie folle"), qui traverse le centre-ville de Thonon-Les-Bains, se déroule tous les deux ans, durant le printemps. La dernière édition a eu lieu le 24 mars 2024.

### Vie culturelle
À Thonon-les-Bains, sont implantés deux théâtres, l’espace Maurice-Novarina, anciennement MAL (Maison des Arts et Loisirs) et le théâtre de la Maison des jeunes et de la culture.
La ville cofinance l’association Thonon-Événements qui organise des événements festifs tout au long de l’année, notamment Les fondus du macadam en août et Thonon fait son Cirk en décembre.
La bibliothèque municipale principale et la médiathèque sont implantées dans l’ancien couvent de la Visitation.
Espace patrimonial consacré à l'art contemporain et à sa sensibilisation, la « chapelle de la Visitation » propose une programmation visant à questionner les modes d'expression explorés par les artistes d'aujourd'hui. Quelques noms d'artistes présentés, parmi les plus célèbres : Erro, Jacques Villeglé, Roman Opalka, Robert Combas et Ladislas Kijno…
Le « musée du Chablais », créé en 1863, est installé sous l'office de tourisme de Thonon, dans les caves voûtées du château de Sonnaz, demeure historique du XVIIe siècle, suspendu au-dessus du Léman, et offrant un magnifique panorama sur le massif du Jura.
Au cœur du port de pêche de Thonon-les-Bains, l'« écomusée de la pêche et du lac » plonge ses visiteurs dans l'univers des pêcheurs du Léman d'hier et d'aujourd'hui. Situé dans trois guérites traditionnelles, il vit au rythme de ces professionnels, dont le public peut admirer le travail.

### Médias

#### Radios et télévisions
La commune est couverte par des antennes locales de radios dont France Bleu Pays de Savoie, ODS Radio, La Radio Plus, la radio digitale Thonon Alpes Radio. Elise Radio dispose d'un deuxième studio à Thonon-les-Bains. Enfin, la chaîne de télévision locale TV8 Mont-Blanc diffuse des émissions sur les pays de Savoie. Régulièrement, l'émission La Place du village expose la vie locale. France 3 et sa station régionale France 3 Rhône-Alpes peuvent parfois relater les faits de vie de la commune.

#### Presse municipale
La municipalité de Thonon-les-bains édite et distribue dans les boites aux lettres des résidents de la commune un magazine d'informations municipales dénommé Thonon Magazine. Le numéro 98 de ce bimestriel est paru pour la période de février-mars 1998. Ce magazine est également consultable sur le site de la mairie.

#### Presse et magazines régionaux
La presse écrite locale est représentée par des titres comme Le Faucigny (dont le siège est à Thonon) Le Dauphiné libéré (édition de Thonon et du Chablais), L'Essor savoyard (édité à Thonon), Le Messager - édition Chablais, le Courrier savoyard.

#### Internet
Thonon-les-Bains a été plusieurs fois récompensée pour sa politique Internet par le label « Ville Internet » et a obtenu de 2010 à 2012 @@@.

### Santé

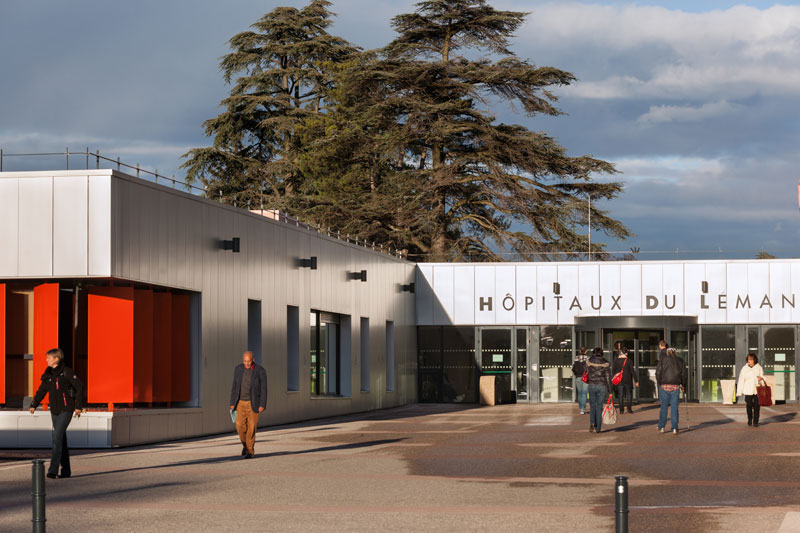

Un centre hospitalier intercommunal public est implanté à Thonon-les-Bains, le centre hospitalier Georges-Pianta inauguré en 1968. Le centre hospitalier fait partie du groupement des Hôpitaux du Léman, fédérant également l’hôpital d’Évian-les-Bains (hôpital Camille-Blanc), deux maisons de retraite, une MAPAD, une unité de soins de suite et de réadaptation polyvalents, une unité de psychiatrie adulte et infanto-juvénile ainsi qu’un service d’hospitalisation à domicile.
On recense environ une centaine de médecins toutes disciplines confondues présents dans la ville.

### Thermalisme

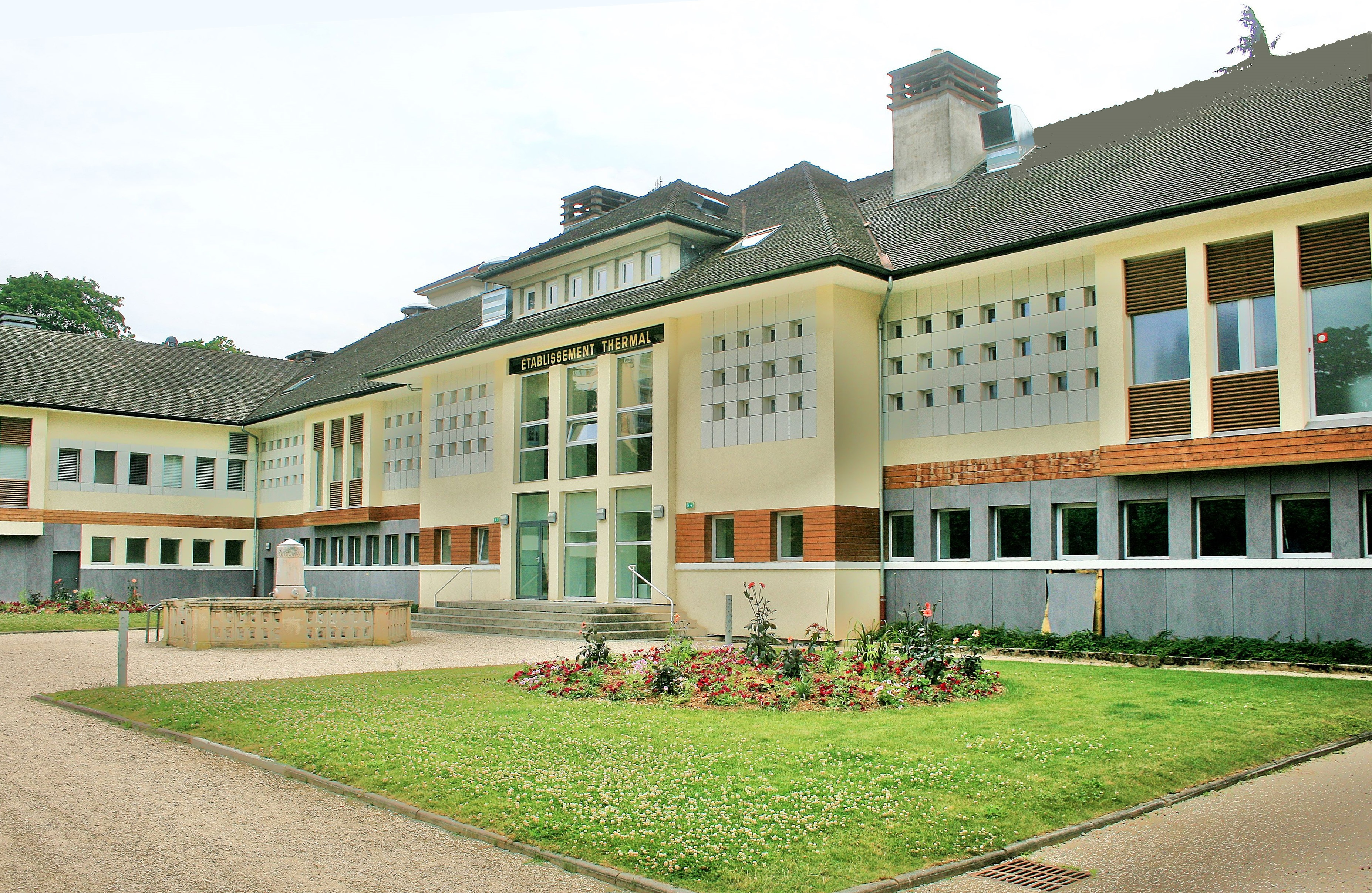
Établissement thermal.

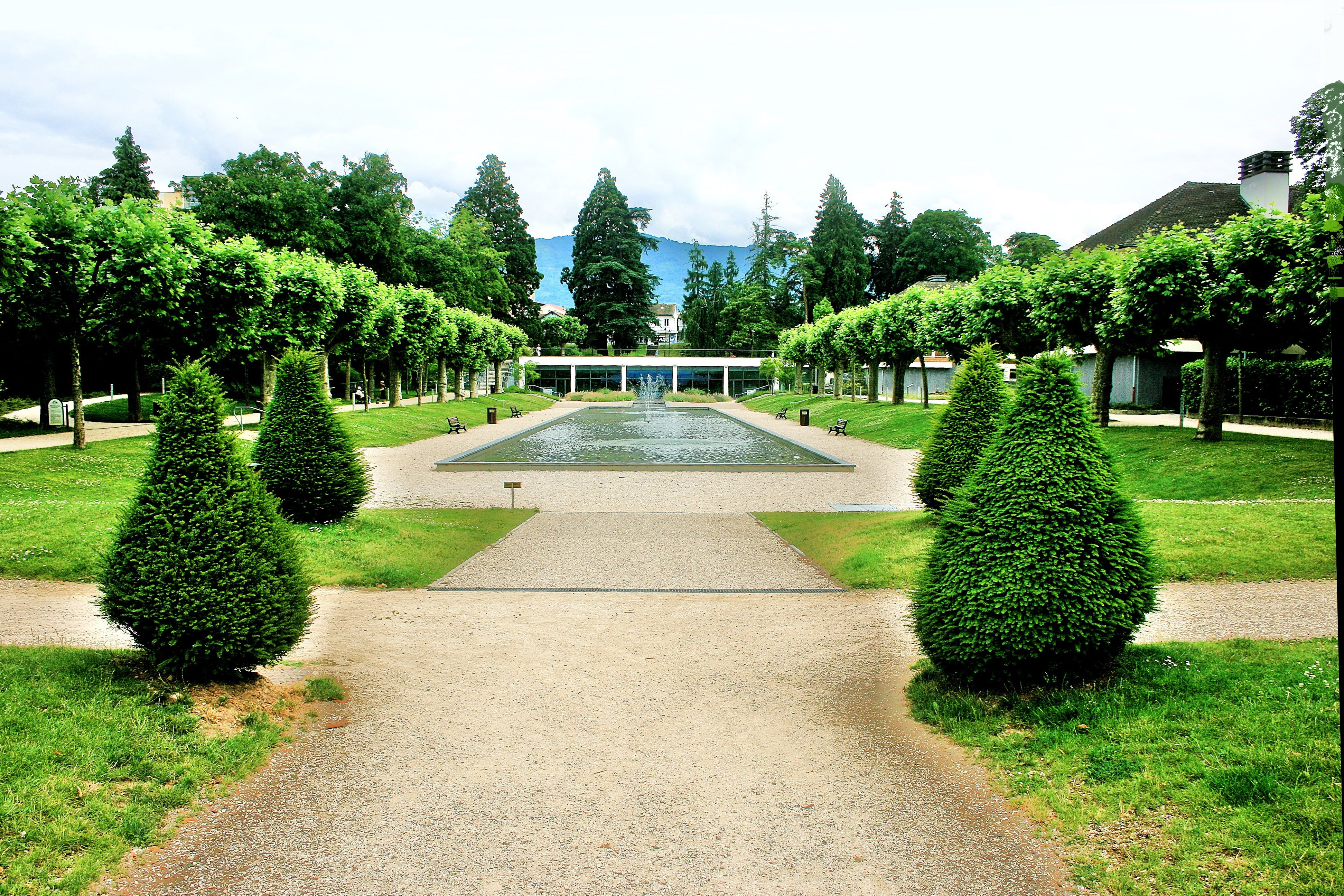
Parc thermal.

La ville est une station thermale. À Thonon-les-Bains coule une eau minérale. Il y a, depuis mars 2004, 2 sources de captages : la source de la « Versoie » et la source du « Bois de Ville ». La source de la Versoie fut déclarée d’intérêt public le 22 juin 1864.

### Équipement et clubs sportifs

#### Clubs sportifs
Le stade Joseph-Moynat, situé dans le quartier de la Grangette, a hébergé entre juillet 2005 et juillet 2010 le club de football d’Évian Thonon Gaillard Football Club, promu en Ligue 2 pour la saison 2010-2011 puis Ligue 1 pour la saison 2011-2012 à 2014-2015. Le club évolue en Ligue 2 (saison 2015-2016) et depuis août 2010 au Parc des Sports d'Annecy.
Depuis 2017, le club nouveau club Thonon Évian Savoie Football Club retrouve son stade Moynat et évolue en Régional 2.
Pour l'anecdote : en 1934, l'équipe de football du Collège (act. Lycée Jean-Jacques Rousseau) a été championne de France scolaire.
C’est également au stade Joseph Moynat qu’évolue le club de football américain des Black Panthers, club phare du football américain français, finaliste à 11 reprises du Casque de Diamant en 2007, 2009, 2012, 2013, 2014, 2015,2017,2018,2019,2022,2023 dont 4 victoires (2013, 2014, 2019,2023), vainqueurs de l'EFAF Cup en 2013 et vainqueur de L'EFL Bowl en 2017.
Le club de basket-ball de Thonon est la Stella Basket Thonon. La commune est aussi représentée au plus haut niveau français de basket-ball en fauteuil roulant par le Thonon Chablais Handibasket,,.
La ville se voit décerner en 2004 le label France station nautique représentant ses organes locaux d'animation et de développement des activités nautiques à finalités sportives et touristiques.
Le 4 décembre 2010, la station Thonon-les-Bains, lac Léman s'est vu décerner les quatre étoiles (niveau maximal) et est donc la station référence du label.

## Économie
Thonon-les-Bains est une station thermale et touristique, une ville industrielle et administrative (hôpital, sous-préfecture, palais de justice).

### Revenus de la population et fiscalité
En 2010, le revenu fiscal médian par ménage était de 27 195 €, ce qui plaçait Thonon-les-Bains au 19 184e rang parmi les 31 525 communes de plus de 39 ménages en métropole.

### Emploi
Le taux de chômage, en 1999, pour la commune s’élève à 13,3 %, avec un nombre total de 1 743 chômeurs. Le taux d'activité entre 20 et 59 ans s’établit à 82 % ce qui est identique à la moyenne nationale qui est de 82,2 %. On comptait 45,2 % d’actifs contre 18,9 % de retraités dont le nombre est égal à la moyenne nationale (18,2 %). Il y avait 22,3 % de jeunes scolarisés et 13,6 % de personnes sans activité.
Répartition des emplois par domaine d’activité
|                             | Agriculteurs | Artisans, commerçants, chefs d’entreprise | Cadres, professions intellectuelles | Professions intermédiaires | Employés | Ouvriers |
| --------------------------- | ------------ | ----------------------------------------- | ----------------------------------- | -------------------------- | -------- | -------- |
| Thonon-les-Bains            | 0,2 %        | 7 %                                       | 8,9 %                               | 20,8 %                     | 32,8 %   | 30,4 %   |
| Moyenne nationale           | 2,4 %        | 6,4 %                                     | 12,1 %                              | 22,1 %                     | 29,9 %   | 27,1 %   |
| Sources des données : INSEE |              |                                           |                                     |                            |          |          |

### Entreprises de l’agglomération
Le nombre total d’entreprises est d’environ 1 740 (en décembre 2004). On en dénombre 45 dans les industries agricoles et alimentaires représentant 2,6 % du total, 35 dans les industries des biens de consommation représentant 2 %, 25 dans les industries des biens d’équipement soit 1,4 %, 32 dans les industries des biens intermédiaires représentant 1,8 %, 4 dans l’énergie ce qui représente 0,2 %, 158 dans la construction soit 9,1 %, 546 dans le commerce représentant 31,4 %, 40 dans le Transport soit 2,3 %, 70 dans les activités immobilières soit 4 %, 244 dans les services aux entreprises représentant 14 %, 288 dans les services aux particuliers soit 16,6 %, et enfin 253 dans l’éducation, la santé, et l’action sociale soit environ 14,5 % du total des établissements thononais.
L’une des plus importantes entreprises que compte la commune est la société Veka dont le chiffre d’affaires s’élève à 38 millions d’euros.
Thonon-les-Bains est le siège de la Société Autos Transports (SAT) créée en 1922 par Jean-Marie Degenève (1880 à Lullin - 1953 à Thonon-les-Bains).

### Commerce
Thonon-les-Bains a également un centre-ville dynamique avec des événements comme les Journées du Très Bon Goût, Le Printemps de la Mode ou encore le marché de Noël avec une vitrine tombola, organisés par l’Union commerciale de Thonon, la Ville et Thonon Événements.

### Tourisme
En 2014, la capacité d'accueil de la commune, estimée par l'organisme Savoie Mont Blanc, est de 9 184 lits touristiques répartis dans 1 218 structures. Les hébergements se répartissent comme suit : 260 meublés ; 4 résidences de tourisme ; 11 hôtels et 4 structures d'hôtellerie de plein air.

## Culture et patrimoine

### Patrimoine culturel et monuments

Points d’intérêt de Thonon-les-Bains.

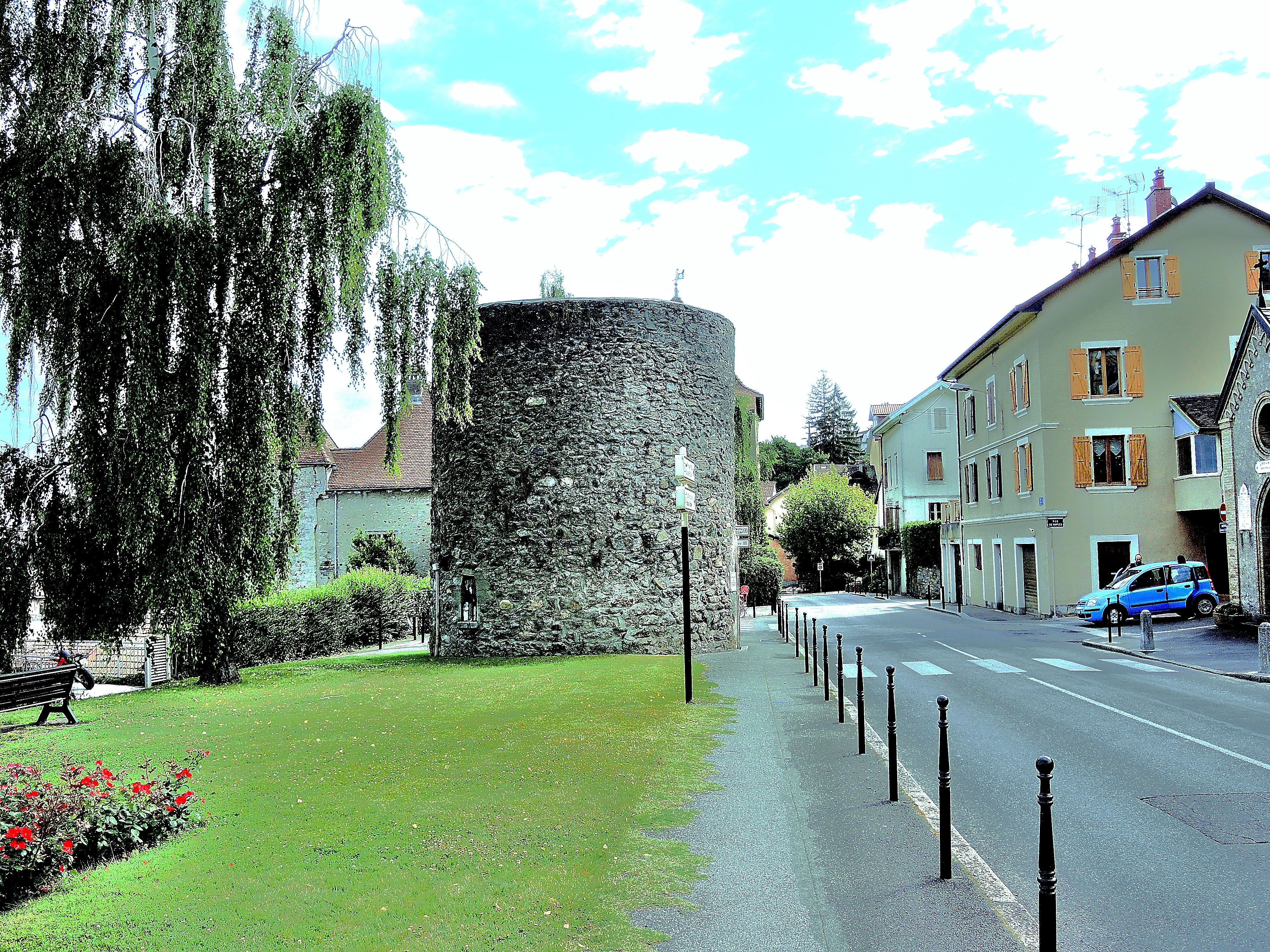
Tour des langues.

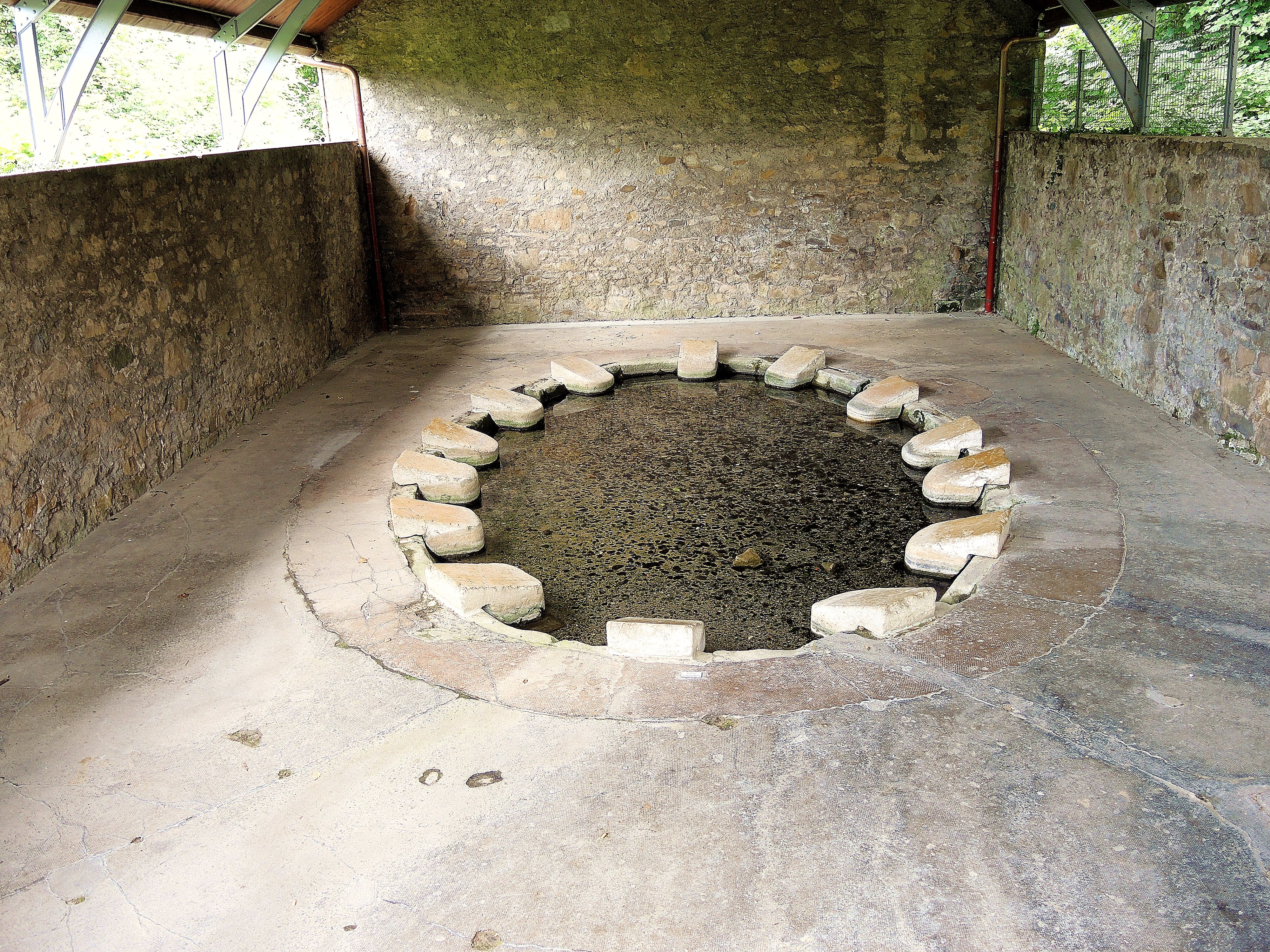
Ancien lavoir couvert, dans la ville basse.

#### Port de Rives
Le port de Rives est le port de plaisance de la ville de Thonon-les-Bains, c’est aussi un lieu de promenade très apprécié. Au port se trouve l’écomusée de la pêche et du Léman, consacré à la pêche sur le Léman, il se trouve dans des baraques de pêcheurs, conservées et réhabilitées. Le village des pêcheurs a été aménagé en 1987 par un quai, dans le prolongement de la création du débarcadère.
Le funiculaire du port relie le port de Rives à la ville haute, édifiée sur un plateau surplombant le Léman. Il a été construit en 1888. D’une longueur de 230 m pour un dénivelé de 40 m, son tracé est en courbe.
Présente également dans le quartier de Rives, la tour des Langues qui domine encore le village des pêcheurs, fut construite au XIIe siècle,. C'est ici que les bouchers venaient payer leur impôt au seigneur, déposant ainsi les langues des bœufs ou vaches qu'ils abattaient.

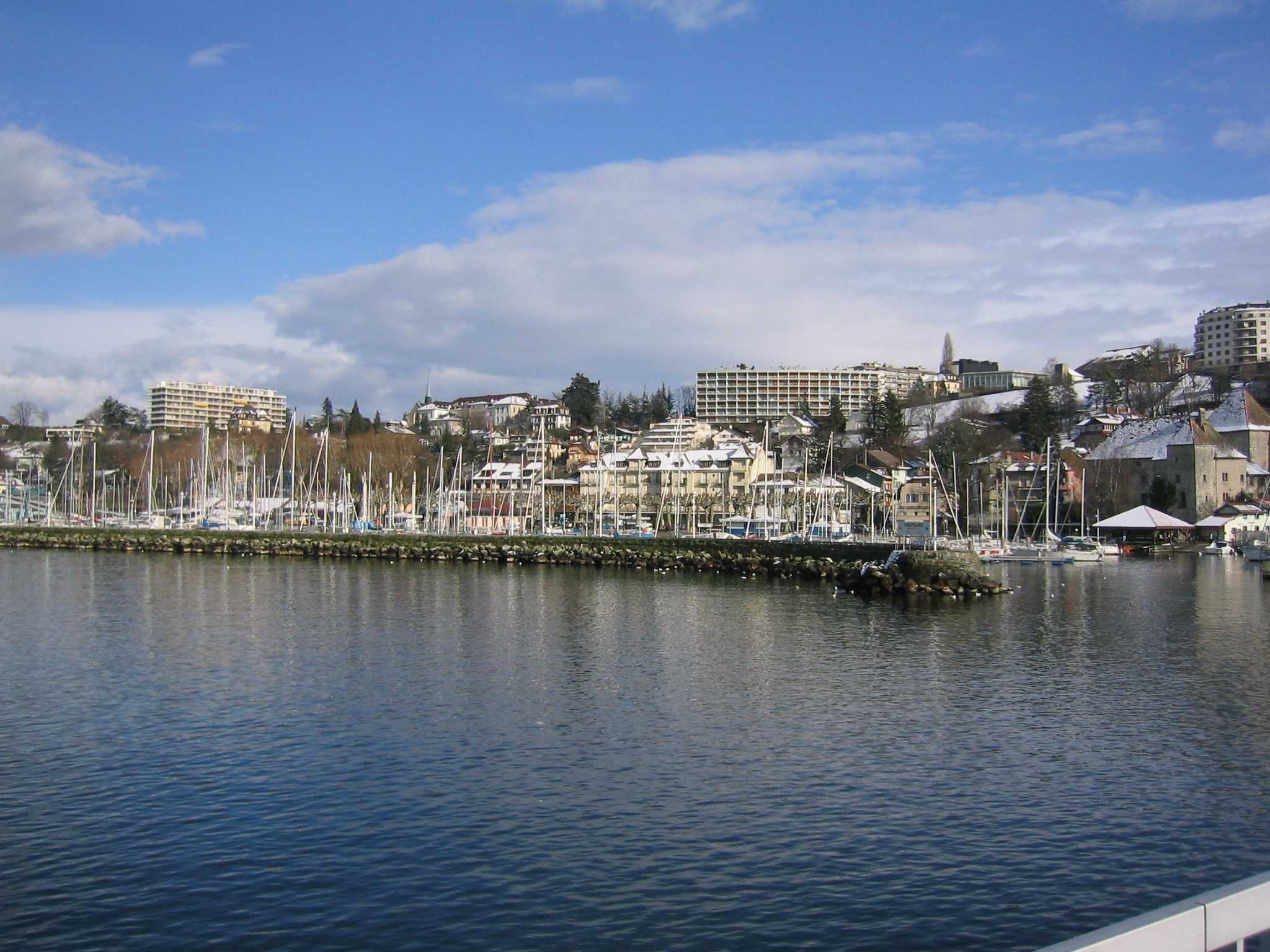
Le port de Rives.
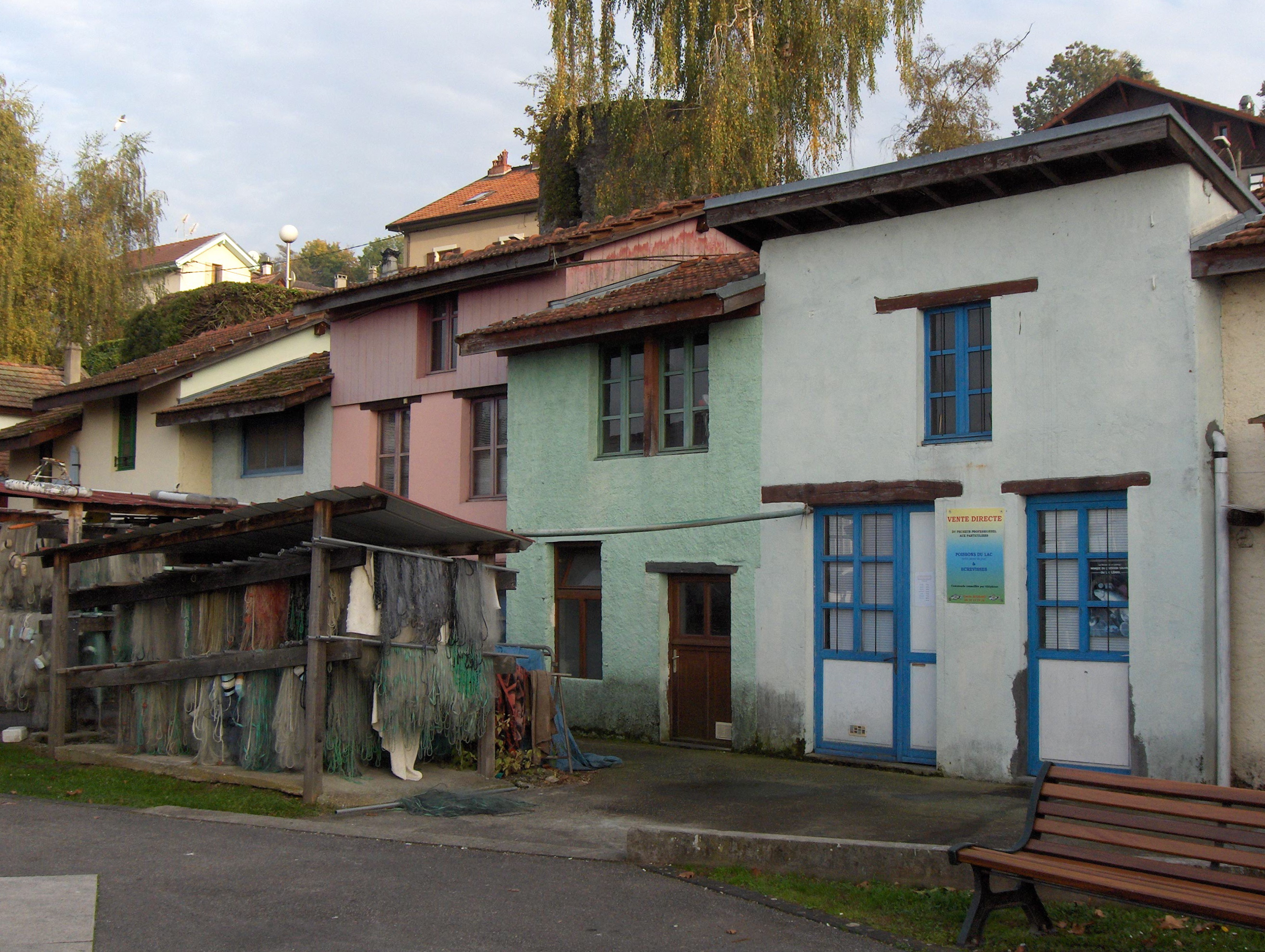
Village des pêcheurs.
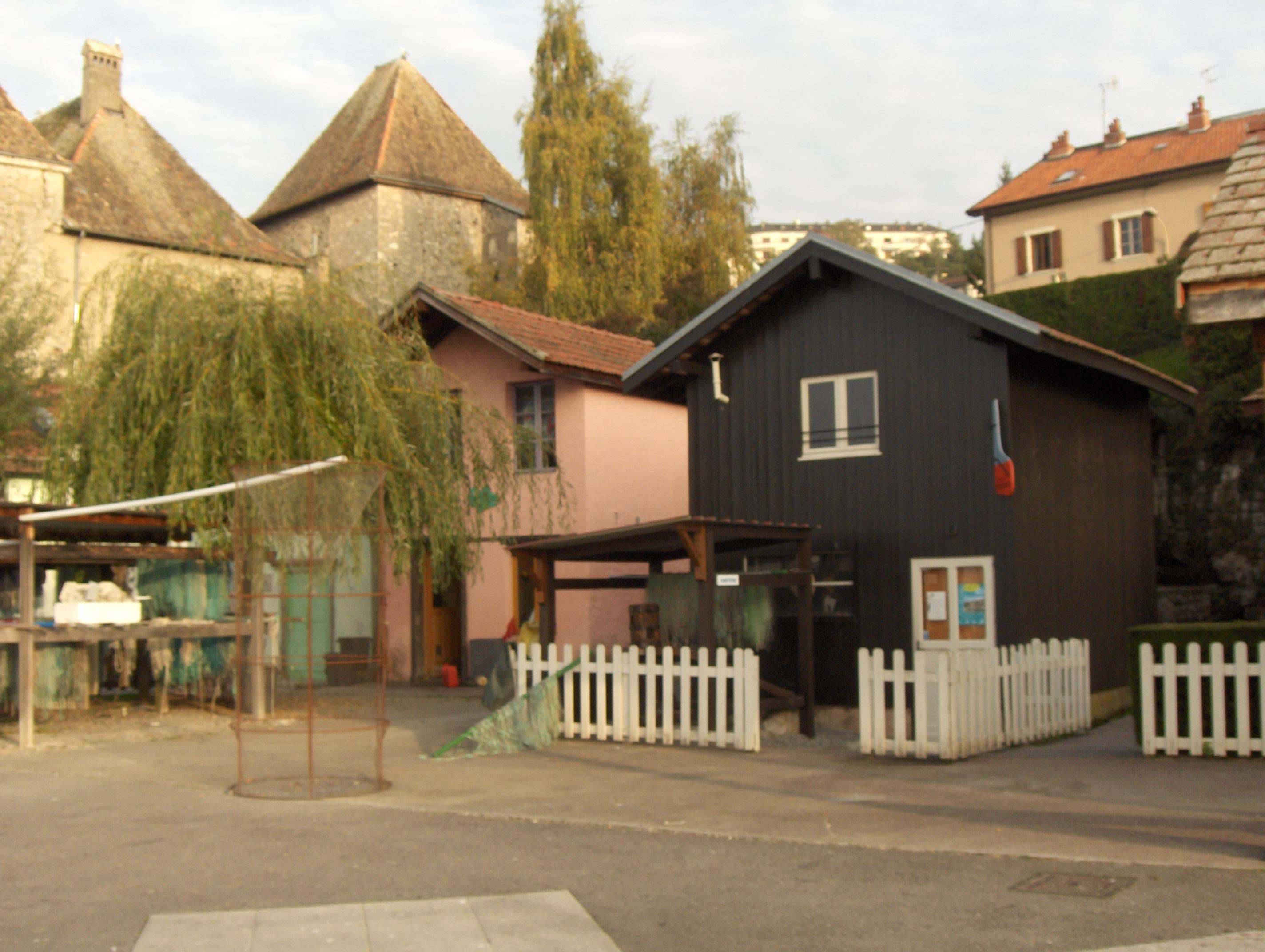
Village des pêcheurs.

#### Hôtel de ville (mairie)
Très anciennement, les membres des autorités municipales se réunissaient sans doute dans une maison forte au bas de la ville. En 1536, les Bernois (Suisse) conquirent non seulement le Pays de Vaud, mais aussi, avec les Valaisans, la rive gauche du Léman. Ils établirent le bailliage de Thonon et firent construire à Thonon un véritable bâtiment officiel, anéanti bien plus tard par un incendie accidentel en 1815. Un projet de reconstruction, par l'ingénieur sarde Giuseppe Mazzone est accepté en 1822, mais l'année suivante Carlo Randoni, architecte du roi de Sardaigne, rédige un rapport défavorable. On s'adresse finalement à l'architecte vaudois Henri Perregaux, de Lausanne, pour lui demander un nouveau projet. Il reprend et développe les idées de ses prédécesseurs (correspondant assurément aussi à la volonté du maître de l'ouvrage), à savoir le principe d'un édifice largement ouvert d'arcades au rez-de-chaussée, avec une cour intérieure amenant un éclairage complémentaire. En 1823, les travaux sont adjugés à un autre Suisse, le Tessinois Charles Pellegrini, domicilié à Chambéry. Mais, en raison de difficultés de financement, il faudra attendre presque une dizaine d'années avant l'achèvement complet du chantier. Les opérations sont menées par étapes, ce qui ne va pas sans modifications en cours de travaux. La reconnaissance des ouvrages, en présence de Perregaux, a lieu le 10 octobre 1830.

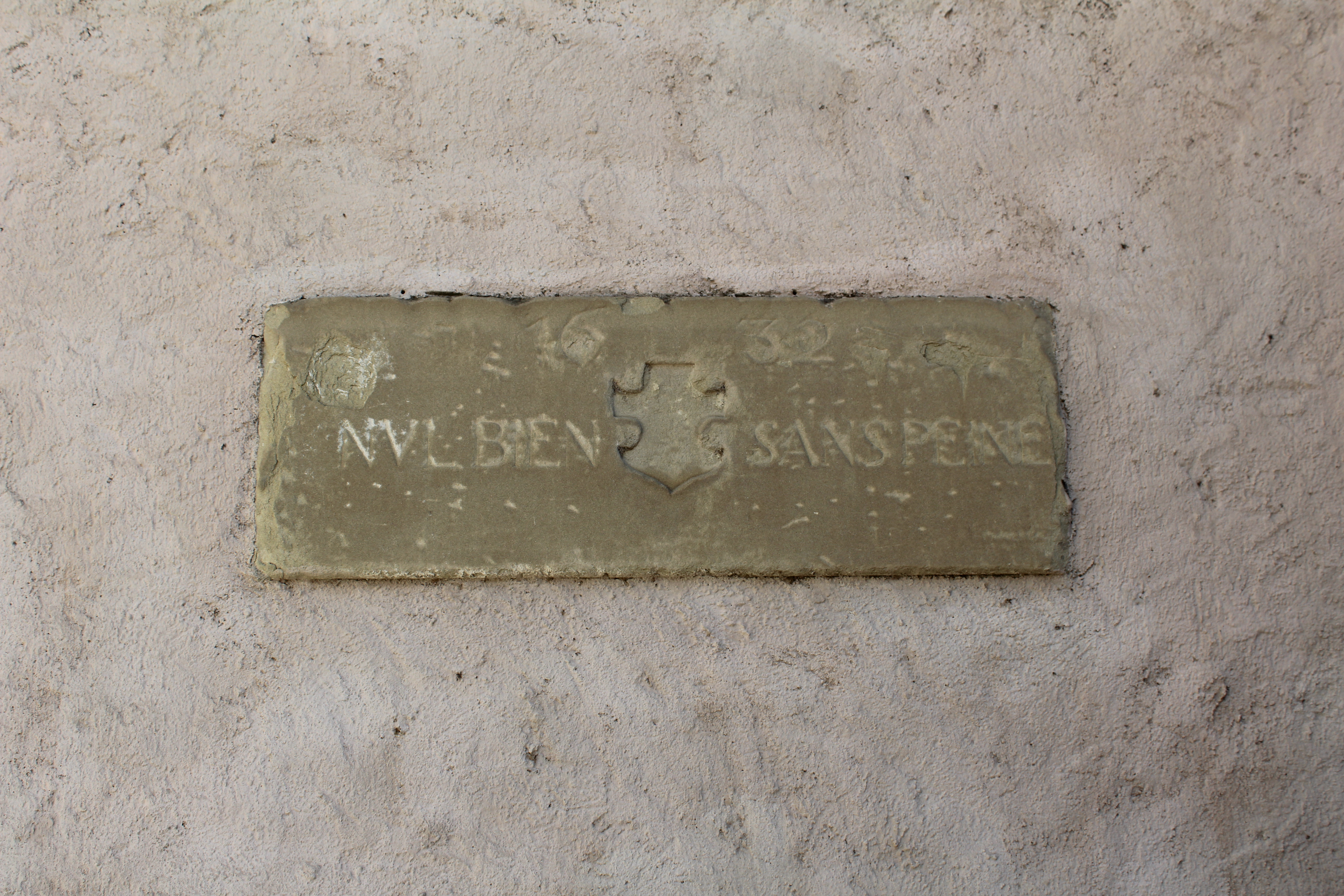
Devise attribuée à Pierre Puget "nul bien sans peine" à proximité de la mairie

Cet architecte, qui par ailleurs n'a guère travaillé hors des frontières suisses, a réalisé d'autres hôtels de ville néoclassiques à Morges et à Moudon, mais la mairie de Thonon est assurément l'une de ses œuvres les plus ambitieuses. Ce bâtiment, d'un genre simple, mais aux proportions très étudiées, est entièrement ajouré d'arcades en plein cintre au rez-de-chaussée et comporte deux étages qu'éclairent des baies rectangulaires. Un avant-corps axial, sur trois axes de percements, comporte un balcon à sobres ferronneries, ainsi qu'un fronton armorié.

#### Palais de justice
Le palais de justice occupe l'ancien couvent des Minimes construit dans la seconde moitié du XVIIe siècle et terminé en 1738, transformé en hôtel-Dieu de Thonon après la Révolution, surélevé d'un étage en 1882, fermé en 1970, racheté par l'État pour y installer le palais de justice, classé au titre des monuments historiques en 1924.

#### Château de Ripaille

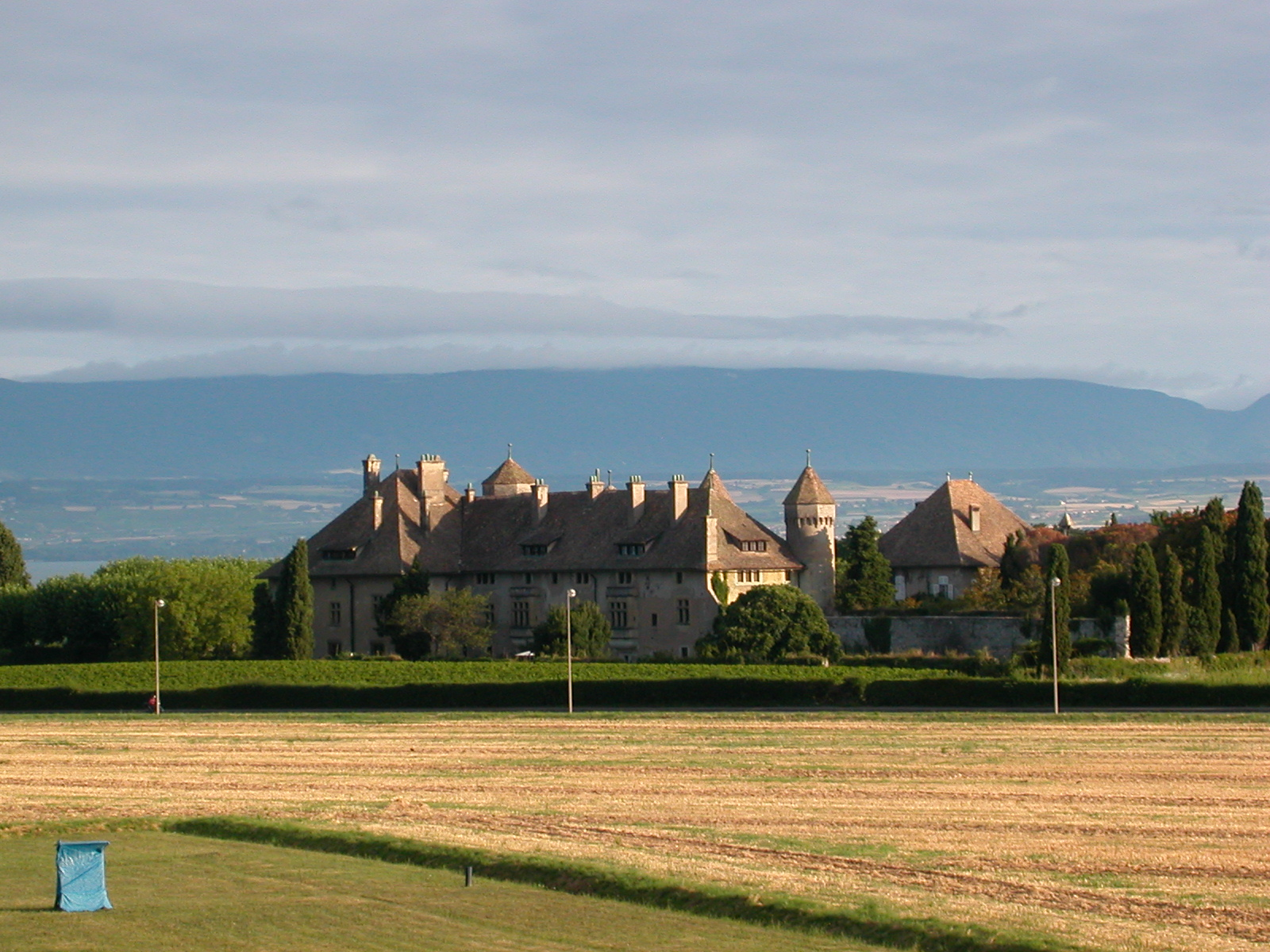
Le château de Ripaille.

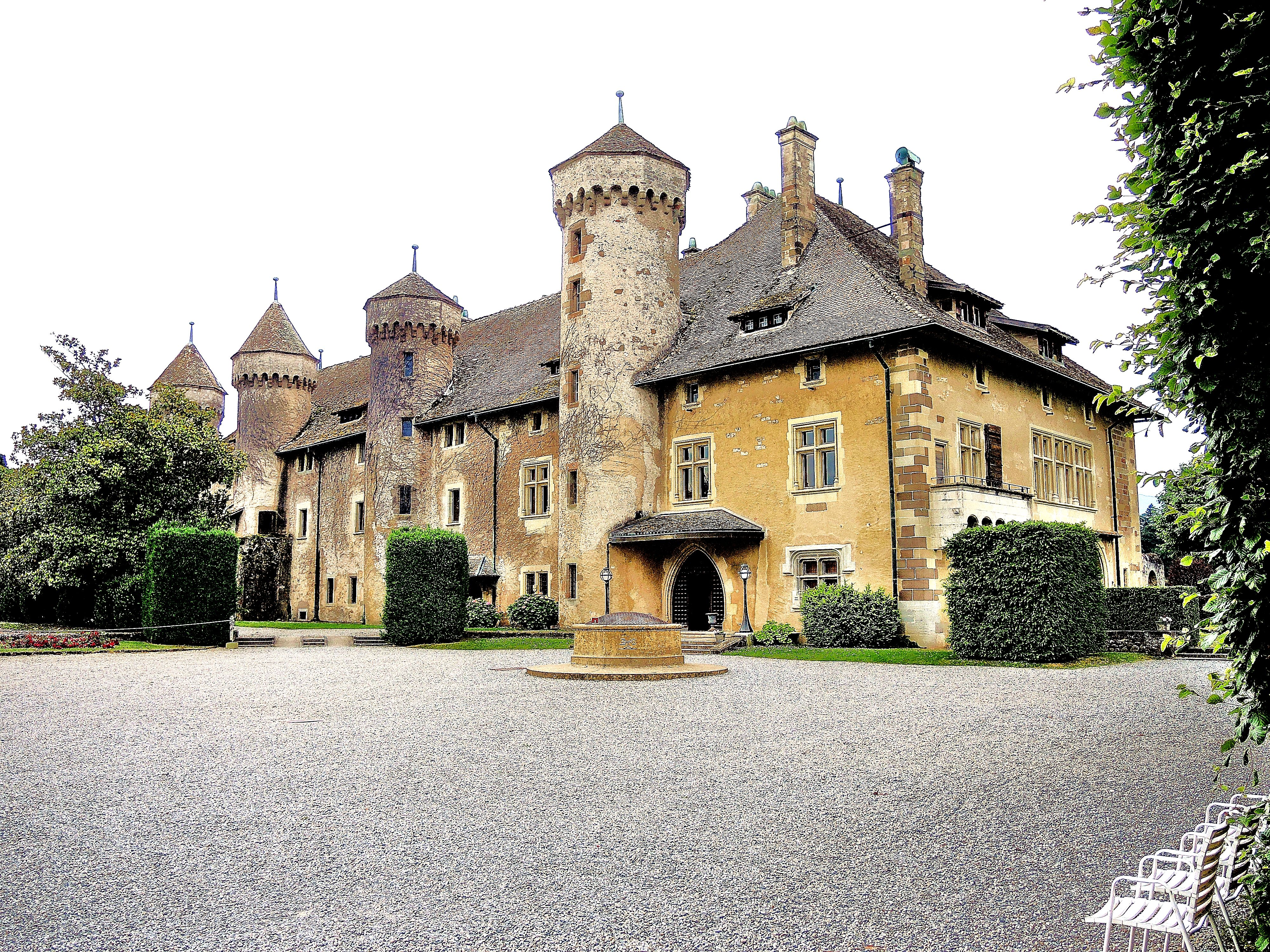
Château de Ripaille.

Le château de Ripaille est un château de plaisance du XVe siècle situé dans un domaine en bordure du Léman. Dans ce château, le duc de Savoie Amédée VIII accueillit le pape Eugène IV vers 1440. Peu après cette visite, le duc de Savoie devint pape sous le nom de Félix V, bien que son élection ne fût pas reconnue par la majorité de l’Église catholique. Sa mitre supposée est conservée dans le trésor de l’abbaye de Saint-Maurice d'Agaune. Le domaine conserve une forêt de 53 hectares, un arboretum composé de 58 essences différentes et un domaine viticole, classé parmi les AOC Vin de Savoie. Au sein du parc forestier, un monument aux Justes a été inauguré en 1997.

#### Château de Sonnaz

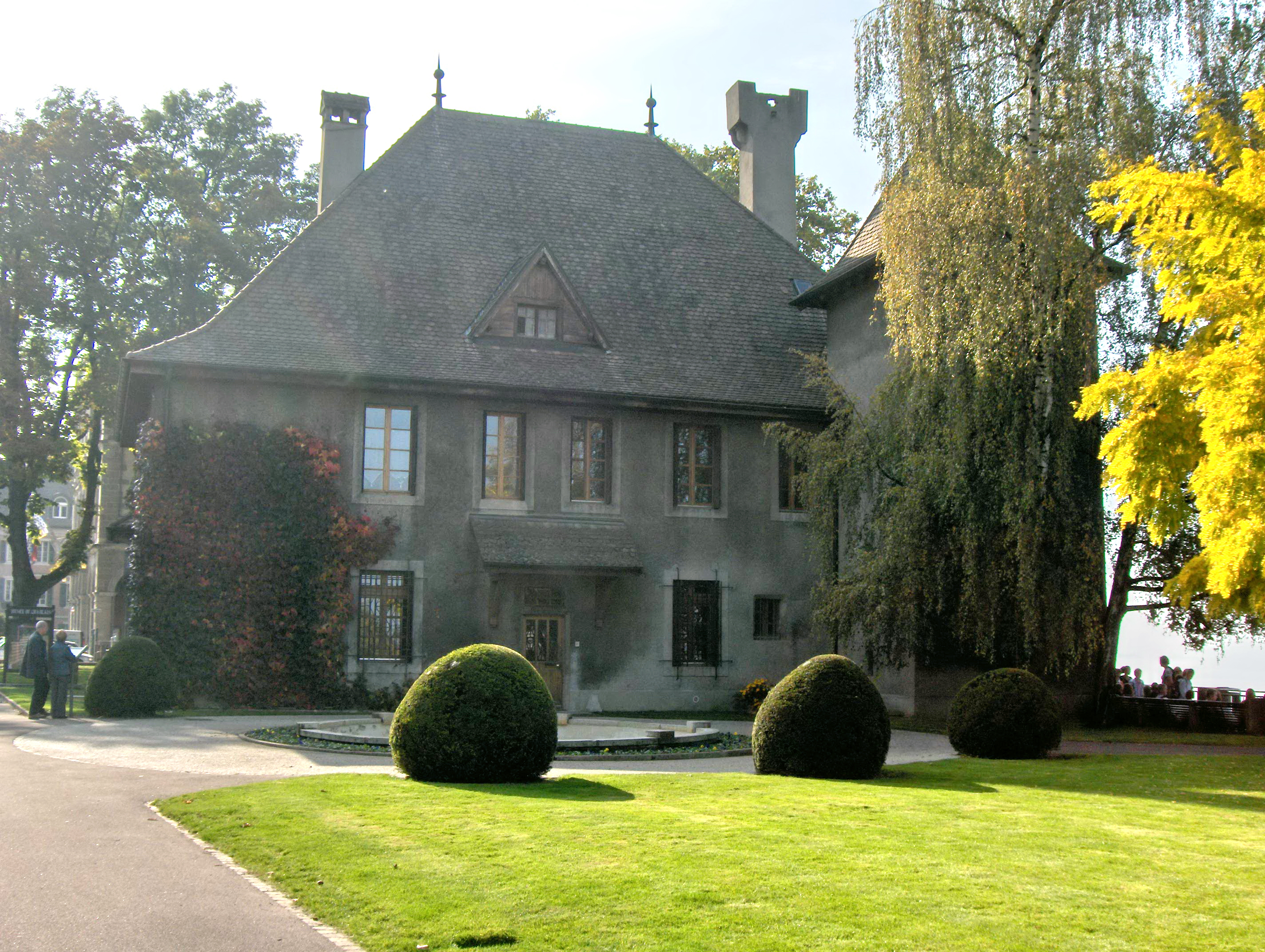
Le château de Sonnaz.

Le château de Sonnaz est une demeure appartenant à la noble famille Gerbaix de Sonnaz qui fut construite en 1666 sur les ruines de l'ancien château de Thonon. Ce dernier avait été édifié au XVe siècle par Marie de Bourgogne épouse du duc de Savoie Amédée VIII, puis cédé à la famille Gerbaix de Sonnaz,.
Le château de Sonnaz abrite aujourd'hui l'office de tourisme

#### Autres châteaux

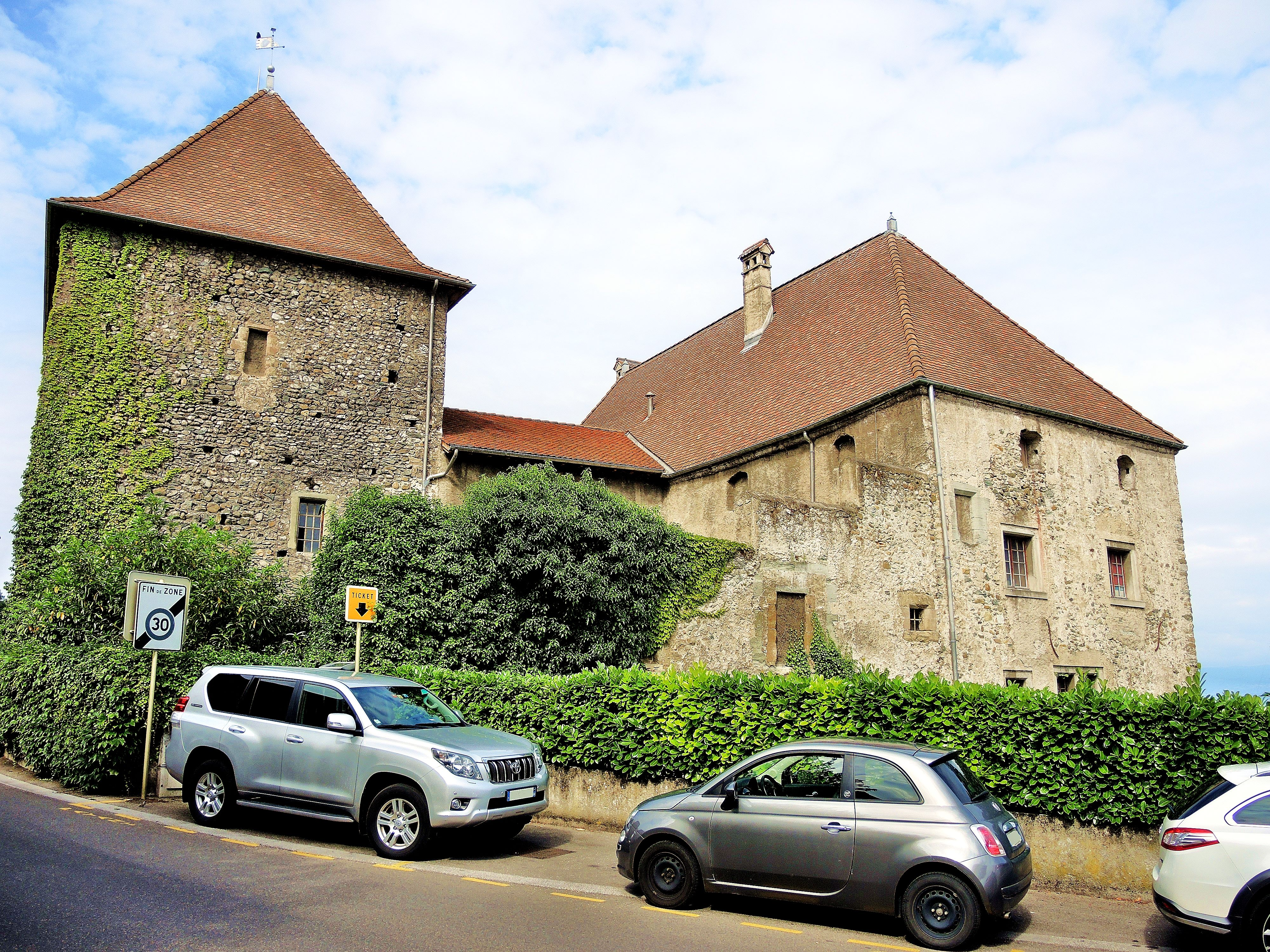
Château de Rives

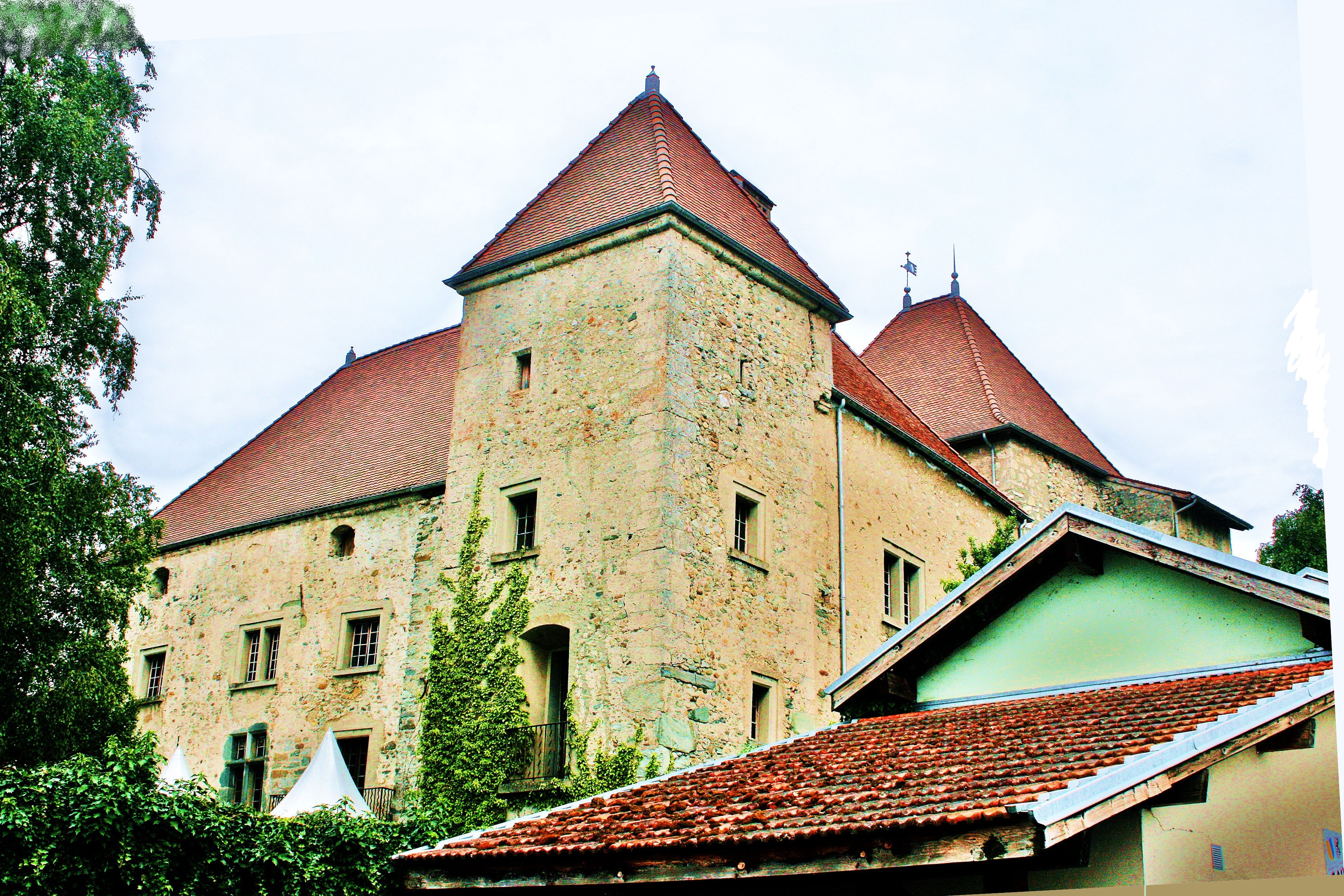
Château de Rives.

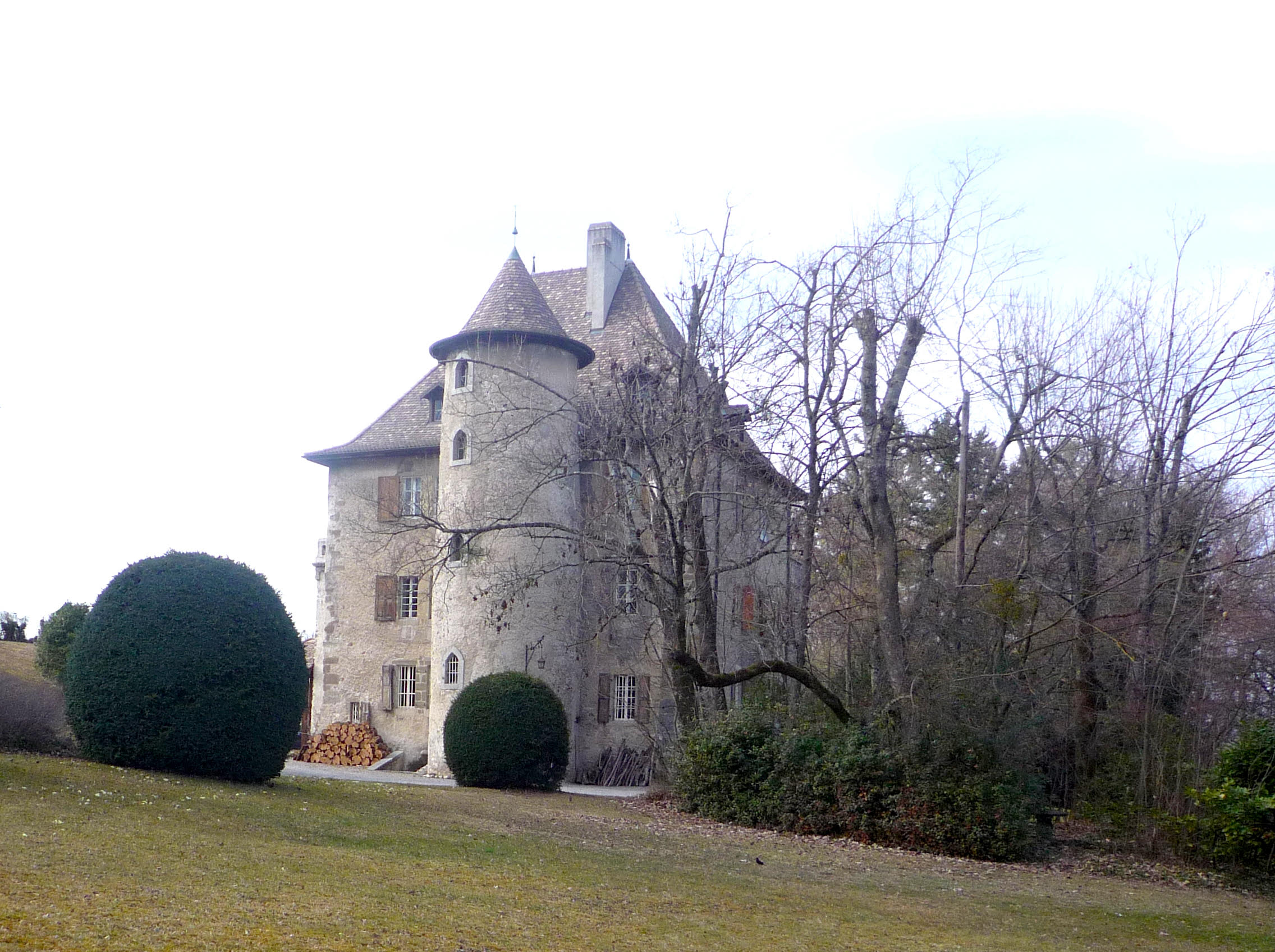
Le château de Thuyset.

- le château de Thonon devient le siège de la châtellenie des Allinges-Neuf à partir de 1288, période où l'on édifie le premier château dans l'angle nord-est de l'enceinte[88], avant de devenir une châtellenie autonome en 1570[89]. Un second château est reconstruit sur l'ancienne citadelle, par la comtesse Marie de Bourgogne[90], qui y réside régulièrement à partir de 1406, et qui fut détruit au XVIe siècle[91] par les réformés genevois (17 février 1591)[92]
- le château de Thuyset, maison forte du XVe siècle, installée dans l'ancien clos des Choyset, d'où son nom. Centre d'une seigneurie relevant du château de Thonon. Elle appartient successivement aux Choyset, puis au Allinges, aux Thorens (fin XVe siècle), puis aux Foras par mariage en 1688[93].
- le château de Rives, situé dans le quartier de Rives.
- le château de Bellegarde ou Maison-Haute[94]. Situé à gauche de l'hôtel de ville, derrière la porte des Lombards, la seule porte qui subsiste de nos jours, le château fut construit en bordure des remparts et possède une tour carrée. L'ancien palais de justice, maison avoisinante, est ornée de frises en bois sculptées de figures grivoises représentant les sept péchés capitaux.
- la maison forte de Marclaz, située au sud-ouest de la ville. Appartenant à la famille de Ravais, il devient en 1515 par mariage, la propriété des deux branches Vidonne, illustres familles du Genevois. Après différents changements de noms toujours par mariages, il est vendu au baron de Chanteau pour sa fille mariée au comte Max de Foras. Aujourd'hui, il tombe petit à petit en ruine. C'est une bâtisse rectangulaire avec de belles fenêtres. Au centre se trouve la tour ronde avec un escalier à vis.
- le château des Guillet-Monthoux, ancien château dont la façade, l'élévation et l'escalier sont classés monument historique, sis rue Chante-Coq.

### Édifices religieux

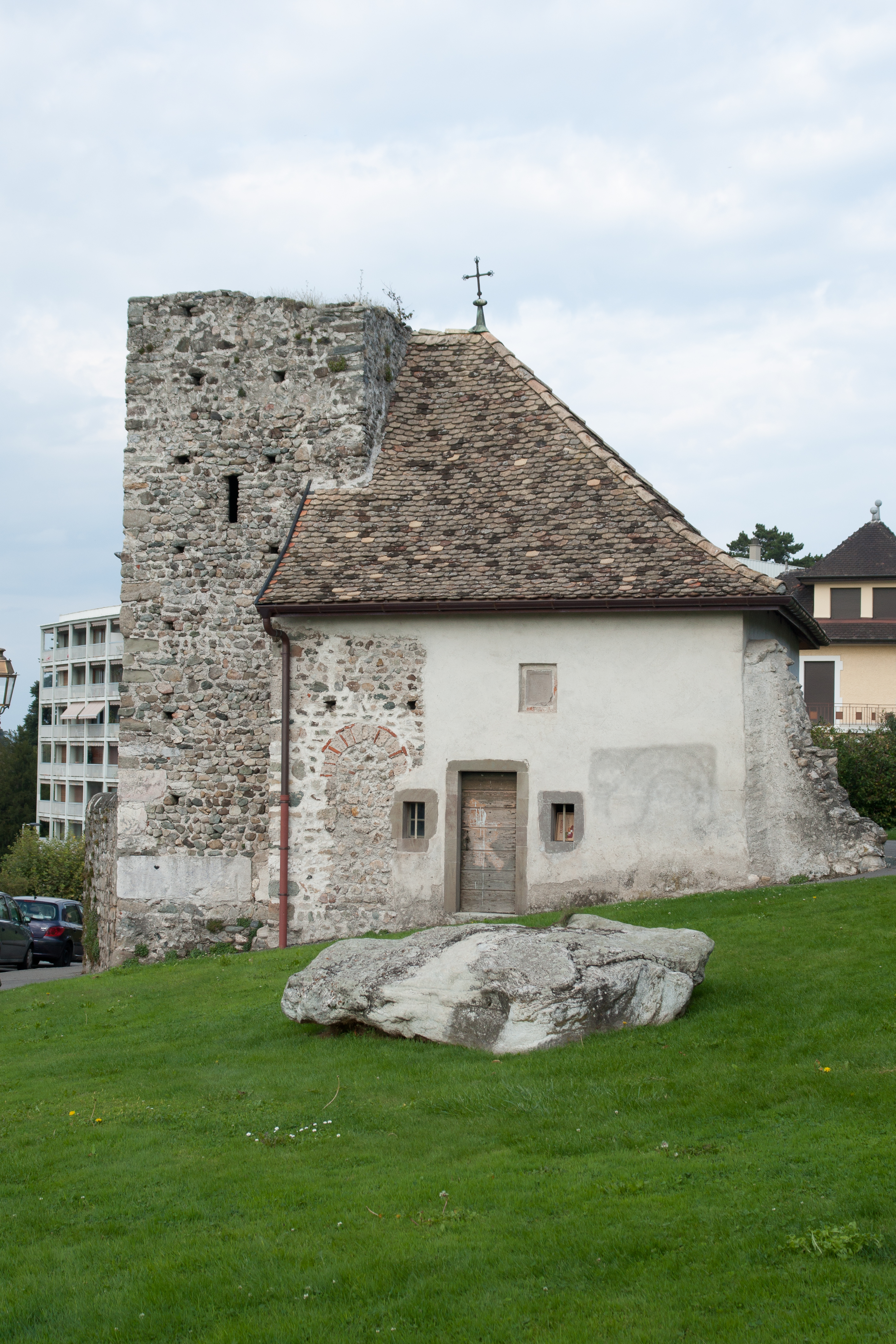
Chapelle Saint-Bon de Thonon-les-Bains

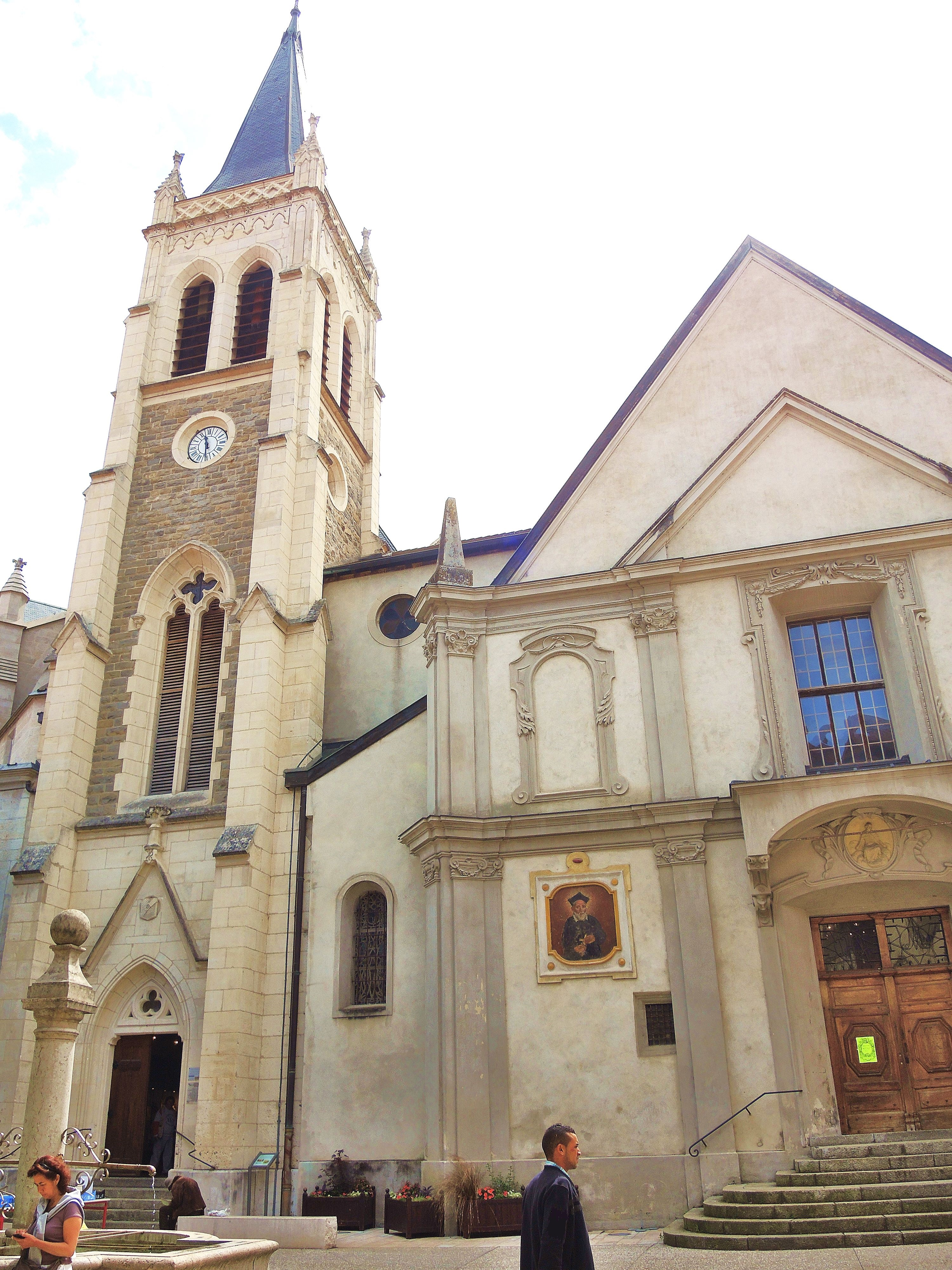
Eglise saint Hippolyte.

- Eglise saint Hippolyte.l’église Saint-Hippolyte, impasse Saint-François de Sales, originellement du XIIe siècle, est construite au-dessus d’une crypte romane au XIVe siècle. Elle a été remaniée au XVIIe siècle dans le style baroque savoyard et ses décors et ses fresques sont exubérants. L’église devient chapelle papale en 1439, est utilisée comme temple protestant durant l’invasion bernoise en 1536, et accueille à nouveau le culte catholique en 1594 sous l’influence de saint François de Sales[95]. Le monument est classé monument historique. Des travaux de restauration sont réalisés en 2009 et 2010 ;
- la basilique Saint-François-de-Sales, impasse Saint-François de Sales, a été construite à côté de l’église Saint-Hippolyte, à la fin du XIXe siècle et au début du XXe siècle[95] ;
- l’église Notre-Dame-du-Léman, route d'Évian, dans le quartier de Vongy, construite par l’architecte Maurice Novarina. Une immense mosaïque représentant Notre Dame du Léman domine le chœur de l’église[95] ;
- l’église Notre-Dame-de-Lourdes, avenue de genève, dans le quartier de la Grangette, construite par l’architecte Maurice Novarina[95] ;
- l’église Sainte-Jeanne-de-Chantal, route de Tully, construite par l’architecte Claude Marin (1933-2021) entre 1965 et 1967 possède un clocher élevé en 1975[95] ;
- la chapelle de la Visitation, ancienne chapelle du couvent de la Visitation, rue des Granges, est désormais consacrée aux expositions d’art contemporain ;
- la chapelle Saint-Bon, avenue de Léman, (on cite son existence dès 1299), à proximité de laquelle saint François de Sales aurait fait son premier miracle (la résurrection d’un enfant mort sans baptême) ;
- la chapelle Saint-Sébastien, place de la Fontaine de Concise, dont on cite l'existence à la fin du XIIIe siècle a été reconstruite sur l’ordre de saint François de Sales. On peut y admirer une fresque du XIVe siècle représentant la décollation de saint Jean-Baptiste ? Inscrite aux Monument Historique en 2015[96] ;
- la chapelle Saint-François de Sales, rue d'Évian de Vongy, a été construite au XVIIe siècle sur l’emplacement de la chapelle du XIIIe siècle. Elle est à proximité de l’église Notre-Dame-du-Léman ;
- la chapelle Saint-Étienne, route de Tully de Tully construite au XIIIe siècle puis reconstruite en 1681 est dédiée à saint Étienne ;
- la chapelle dite de la Sainte-Famille, rue du Lac de Corzent a été érigée entre 1626 et 1644 sous le nom de chapelle Jésus-Marie-Joseph ;
- la chapelle de Rives, avenue du Général Leclerc (chapelle Saint-Pierre-et Saint-Paul) a été construite à la fin du XIXe siècle par la famille des comtes de Sonnaz ;
- la chapelle du monastère de la Visitation, route de la Visitation dans le quartier de Marclaz et réalisé par Maurice Novarina en 1968. Ce couvent ne se visite pas ;
- la chapelle des Capucins, rue des Allinges.
- la chapelle de l'institution du Sacré-Cœur, place de Crête.
- la chapelle de l'école Saint-Joseph-Saint-François, avenue du Léman de Concise.
- la chapelle du lycée des Vallées, avenue de l'Ermitage.
- la chapelle du monastère des Sœurs de la Charité, chemin de la Fléchère de Concise.
- le temple réformé, avenue d'Évian, construit en 1907 par l'architecte genevois Pierre Fatio, de style "villageois pittoresque" (heimatstil)
- l'église évangélique baptiste, avenue d'Évian.
- l'église assemblée évangélique, impasse du Clos Brûlé.
- l'église évangélique E.Elim, route de Tully.
- la chapelle Don-Bosco conçue par Maurice Novarina inaugurée en 1945 est située près du centre commercial de l'Étoile ;
- la chapelle de l'hôpital Georges-Pianta conçue par Maurice Novarina inaugurée en 1970 ;

#### Lieux religieux et spirituels
- Grotte Notre-Dame-de-Lourdes. Elle est située face au 96 boulevard de la corniche.

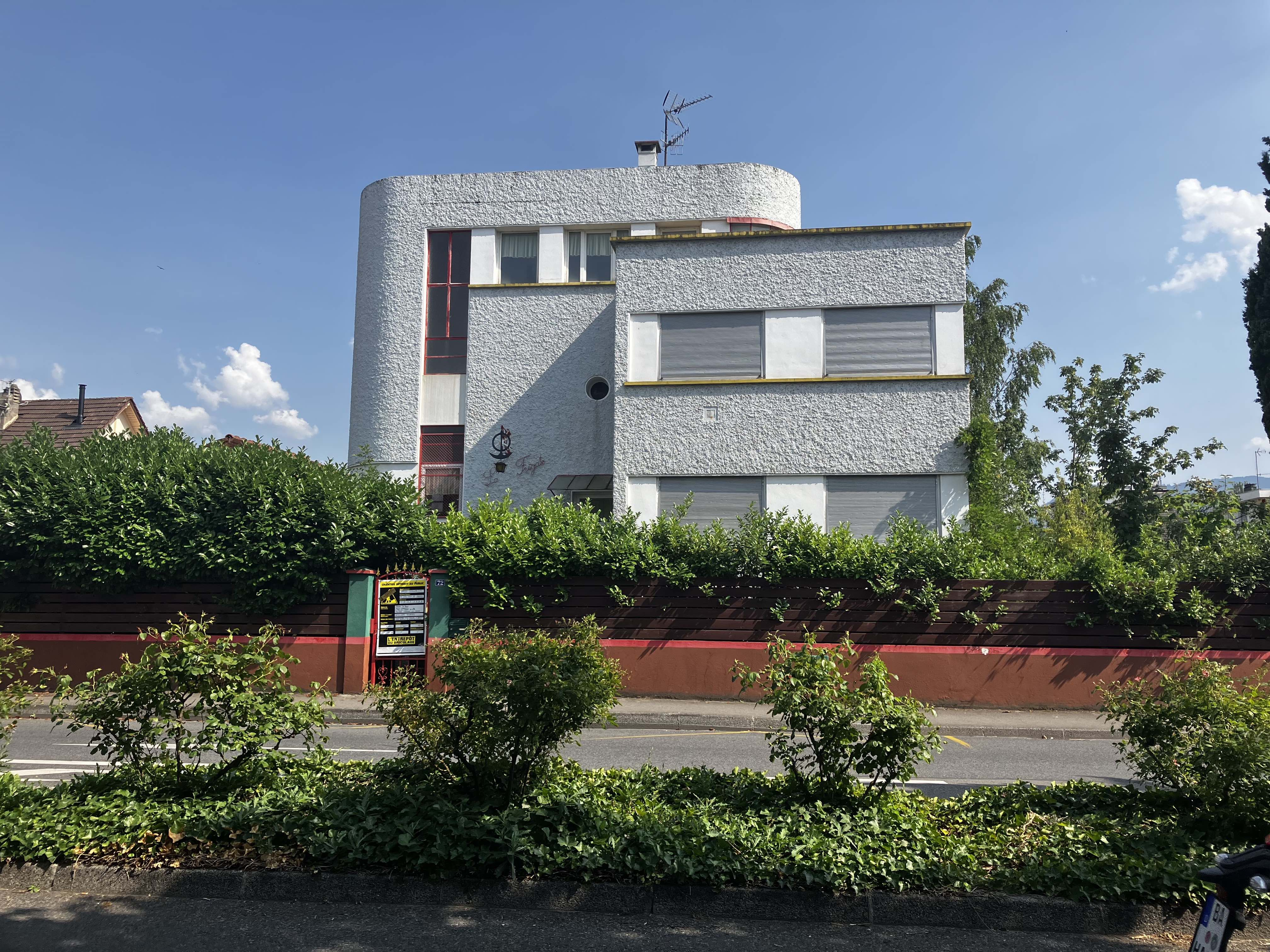
La villa La Frégate de l'architecte Félix Roy (1901-1963), au numéro 72 de l’avenue du général de Gaulle.

### Musées
- Le musée du Chablais, situé dans le château de Sonnaz, au niveau inférieur de l'office de tourisme, dans les caves voûtées de la demeure.
- L’Écomusée de la pêche et du lac, situé sur le port de pêche, est placé au milieu des guérites traditionnelles, vivant au rythme des professionnels de la pêche que les visiteurs peuvent observer au détour d'une visite. Au fil d'objets traditionnels de la pêche et de panneaux explicatifs, le musée fait découvrir à ses visiteurs les techniques d'hier et d'aujourd'hui, mais aussi la faune qui peuple le Léman.
- Chapelle de la Visitation - Espace d'art contemporain lieu consacré à l'art contemporain.

### Espaces verts
La ville est délimitée à l’est par la Dranse et par la réserve naturelle du delta de la Dranse sise au niveau de son embouchure dans le Léman. Créée en 1980, la réserve abrite de nombreuses espèces d’oiseaux. Un sentier piétonnier permet de la visiter.
Contigus au domaine du château de Ripaille, la forêt de Ripaille et un arboretum s’étendent sur 53 hectares. Ces espaces sont encerclés par le mur d’enceinte du domaine et se visitent librement. L’arboretum, créé en 1930, d’une superficie de 19 hectares, présente de nombreuses essences exotiques (dont le sapin de Douglas). Au centre de l’arboretum, la clairière de Ripaille abrite un monument des Justes parmi les nations. La forêt est un ancien domaine de chasse des ducs de Savoie et est composée principalement de pins et de chênes rouvres. Elle abrite une faune composée de quelques spécimens de chevreuils, de rongeurs et une héronnière.
Le bois de ville s’étend sur une superficie de 118 hectares au sud-est de la ville jusqu’à la commune d’Armoy au pied du massif des Hermones. Aménagé depuis 1903, le bois de ville a de nombreux sentiers praticables à vélo ou à pied, un parcours santé, et coïncide avec le circuit GR 5.
Situé en contrebas du centre hospitalier, l’étang de la Dame est le plus grand espace vert aménagé de la ville. Le parc s’étend sur 25 000 m2. Autrefois marais insalubre, il a été restructuré à plusieurs reprises et aménagé en 1996. L’étang est un affleurement de la nappe phréatique de la source de la Versoie.

### Gastronomie
Les atriaux sont une charcuterie traditionnelle de Thonon-les-Bains, composés de viandes et de foie de porc hachées, épicées et enveloppées d’une crépine.
Le domaine de Ripaille produit un vin blanc d’appellation vin de Savoie, Le Ripaille.
Thonon-les-Bains est une commune viticole du vignoble de Savoie, cependant elle se situe aussi sur l'aire géographique de l'IGP Comtés Rhodaniens, IGP qui est partagée entre plusieurs vignobles (Savoie, Bugey, Rhône, Beaujolais et Loire). Cette commune viticole a l'autorisation de produire les vins : AOC Roussette de Savoie, AOC Vin de Savoie et l'IGP Vin des Allobroges.

### Personnalités liées à la commune

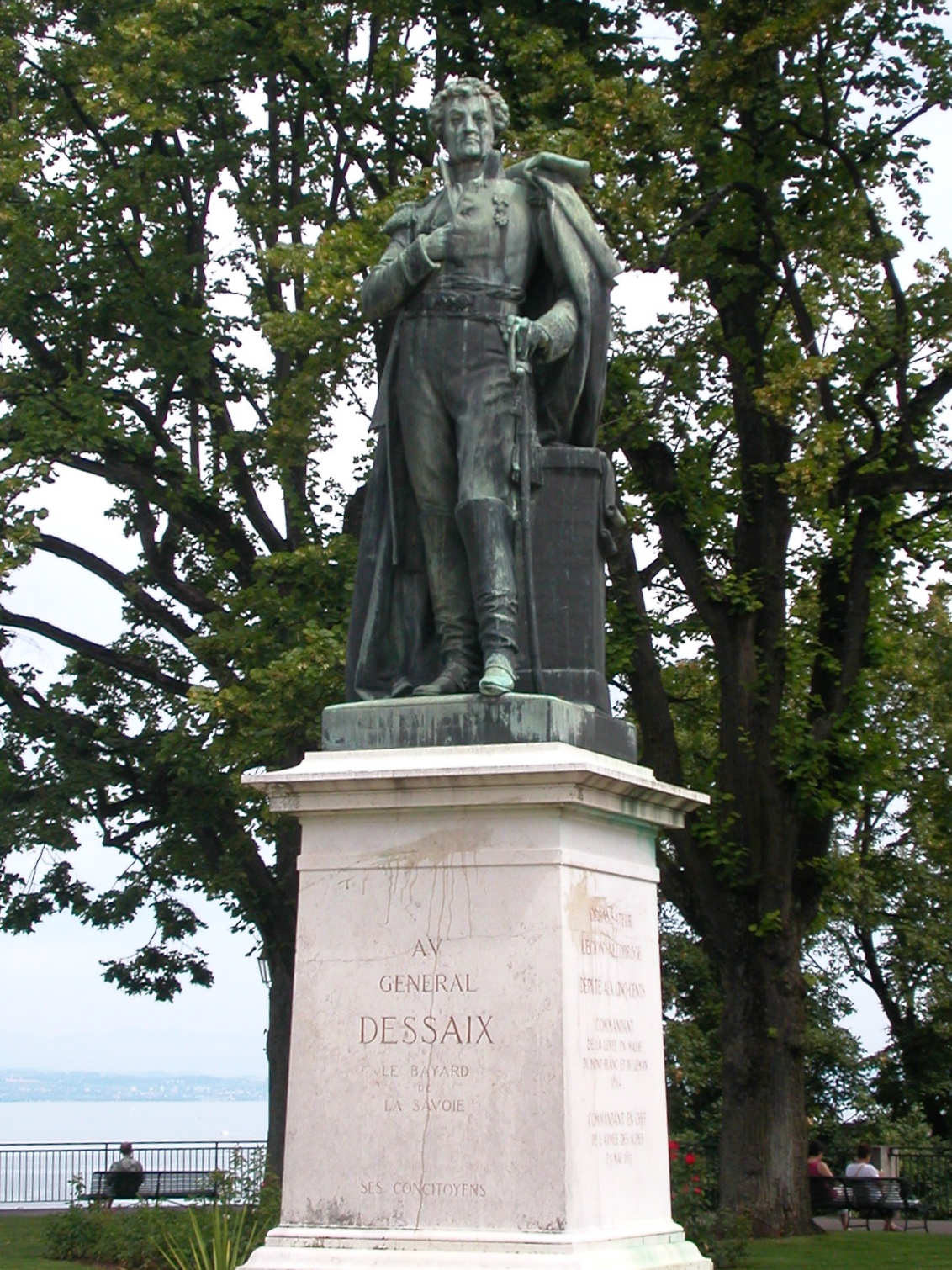
Statue commémorative du général Joseph Marie Dessaix, située dans le parc du belvédère

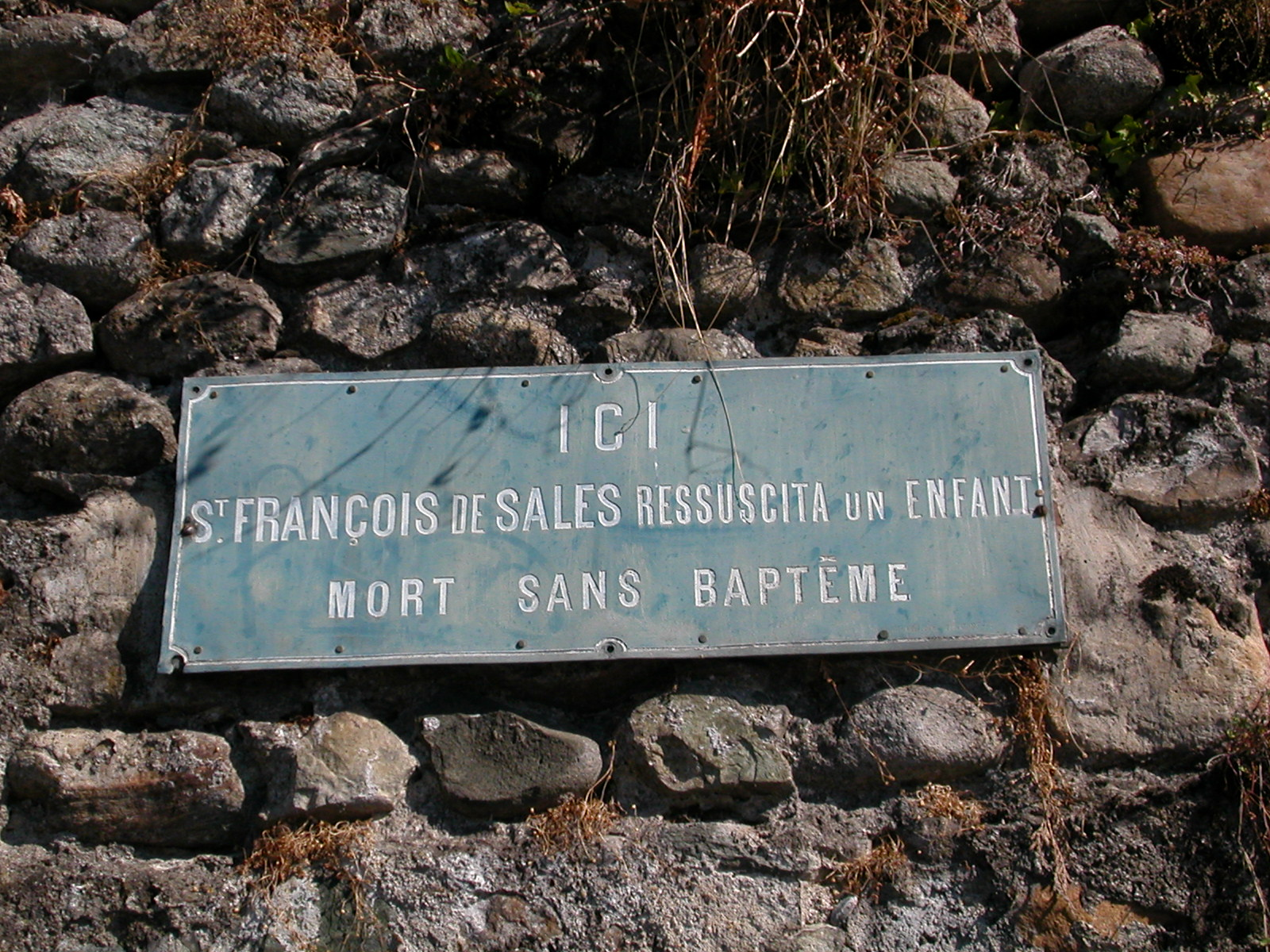
François de Sales aurait accompli un miracle à Thonon

- Thomas de Thonon dit le Bourguignon (mort au plus tard en 1301), premier auteur d'origine savoisienne connu à ce jour, auteur d'un Traité d'hygiène en ancien français (1286)[102].
- Amédée VIII de Savoie (1383-1451), comte, puis duc de Savoie, pape sous le nom de Félix V, meurt au château de Ripaille le 7 janvier 1451.
- Amédée IX de Savoie (1435-1472), natif, duc de Savoie.
- Laurent Dantal, architecte naval niçois, créateur des barques du Léman, inhumé à Thonon en 1696.
- famille Gerbaix de Sonnaz dont Joseph Marie (1780-1861), syndic de la ville ;
- François de Sales (1567-1622), saint, a exercé le début de son œuvre de conversion à Thonon-les-Bains.
- François Daviet de Foncenex (1734, v. 1798), mathématicien et militaire, né à Thonon.
- Joseph Marie Dessaix (Thonon 1764-Marclaz, auj. intégrée à Thonon 1834), général de Napoléon.
- Amédée de Foras (1830-1899), généalogiste et héraldiste savoisien, auteur de l'Armorial et Nobiliaire de l'Ancien duché de Savoie, meurt au château de Thuyset le 31 décembre 1899.
- Jean-Baptiste Lemire (1867-1945), chef d’orchestre dans cette ville et compositeur.
- Henry Bordeaux (1870-1963), natif, écrivain et membre de l’Académie française.
- Hermine David (1886-1970), artiste peintre, séjourna en 1929 à Thonon-les-Bains où elle peignit à l'aquarelle des vues de la ville.
- Amédée Guy (1882-1957), médecin, homme politique et résistant français, mort dans la commune.
- Louis Moynat, (Moutier 1877-Thonon 1964) architecte français
- Jean Moulin (Béziers, Hérault 1899-près de Metz, Moselle 1943) et André Boutemy (Bécherel, Ille-et-Vilaine 1905-Combs-la-Ville, Seine-et-Marne 1959) furent sous-préfets de Thonon-les-Bains.
- Philibert Bulbens (Vieugy 1901, Thonon-les Bains 1954), archiprêtre de Thonon-les-Bains, médaillé de la Résistance, décoré de la médaille de Juste parmi les nations.
- Marius Jolivet, (Saint-Étienne 1906 - Collonges-sous-Salève 1964), prêtre, enseignant au petit séminaire de Thonon, résistant, membre du réseau Ajax, décoré de la médaille de Juste parmi les nations et de la médaille de la Reconnaissance française
- Maurice Novarina (Thonon 1907-id. 2002), architecte, membre de l'Académie des beaux-arts.
Thonon-les-Bains lui doit la création de la Maison des Arts, l’église Notre-Dame-du-Léman dans le quartier de Vongy, le quartier de la Rénovation, l’hôpital moderne.
- François Morel (Thonon 1914 - Hartennes 1940): As de l'armée de l'air de la seconde guerre mondiale, une rue de la ville de Thonon-les-bains porte son nom en son hommage.
- Charles Morel (1916-2015), militaire et résistant français.
- René Bauden (1918-2011), résistant, Compagnon de la Libération.
- Josette Nevière (Thonon 1933-1986), skieuse alpine française.
- Jean-Paul Gobel (1943), archevêque catholique français, nonce apostolique en Géorgie (en), Arménie (en) et Azerbaïdjan (en) puis au Sénégal, au Mali (en), en Guinée-Bissau (en) et au Cap-Vert, au Nicaragua (en) et enfin en Iran (en).
- Nicoletta, née Nicole Grisoni à Vongy (ancienne commune, à présent rattachée à Thonon-les-Bains) en 1944, chanteuse française.
- Michel Debout (1945-2024), professeur de médecine et homme politique .
- Valère Novarina (Chêne-Bougeries, Suisse 1947) : écrivain, dramaturge et metteur en scène.
- Pascal Lavanchy (1968), patineur artistique de danse sur glace, vice-champion du monde en 1994.
- Richard Dutruel (1972), footballeur français, gardien de but et directeur général délégué d'Évian Thonon Gaillard FC depuis 2010.
- Frédéric Fouret (1974), footballeur français, attaquant.
- Cyprien Richard (1979), skieur alpin français, vainqueur d'un épreuve de coupe du monde de slalom géant, médaillé d'argent aux championnats du monde 2011.
- Yannick Bertrand (1980), skieur alpin français.
- Sébastien Frey (1980), footballeur français, gardien de but.
- Grégory Gabella (1980), athlète français, spécialiste du saut en hauteur.
- Lisa Lugrin (1983), auteure de bandes dessinées.
- Laurent Groppi (1983), pilote de courses automobile français.
- Hippocampe Fou (1984), rappeur français né à Thonon-les-Bains
- Yohann Lacroix (1985), footballeur français, gardien de but.
- Andréa Kotarac (1989-), homme politique, né à Thonon-les-Bains
- MisterJDay (1993), vidéaste comique français
- Thomas Clavel, écrivain français né à Thonon-les-Bain.

### Héraldique
| Armes de Thonon-les-Bains | Les armes de Thonon-les-Bains se blasonnent ainsi : Parti d’or et d’azur.(selon l'abbé Joseph-Antoine Besson). S'il n'existe pas de sources sur l'ancienneté de ces armes, on possède cependant un sceau apposé sur une lettre de 1581. Toutefois, les historiens pensent qu'elles ont pu être concédées par le comte de Savoie Philippe Ier, probablement lors de la concession des franchises en 1269. Une variante de ces armes est proposée par l’Armorial de Vanhelmont (vers 1772) et l’Armorial du Duché de Savoie, dressé pour le marquis Costa de Beauregard, ainsi que le Dr. Georges Lochon, où elles se blasonnent ainsi : parti d’argent et de sable. La devise de la ville est « Constantia. Contenta » (Heureuse dans la constance) |